# Демографічна історія Сербії
В цій статті представленна демографічна історія Сербії складена на базі переписів. Дивіться Населення Сербії для детальнішого огляду сучасної демографічної ситуації.

## Переписи

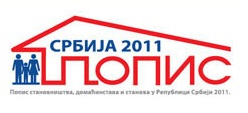
Логотип перепису населення в 2011 році

Перепис в Сербії зазвичай відбувається кожні 10 років. Організовує переписи Статистичне управління Республіки Сербії. Останній перепис був в 2011 році, переписи були організовані в 2011, 2002, 1991, 1981, 1971, 1961 1953, 1948, 1931 і 1921 роках; перепис в 1941 році і не був проведений у зв'язку з початком Другої світової війни.
В незалежному Сербському князівстві було проведено перший перепис населення в 1834 році; наступні перепису були проведені в 1841, 1843, 1846, 1850 1854, 1859, 1863, 1866 і 1874. В епоху Королівства Сербія, були проведені переписи в 1884, 1890, 1895, 1900, 1905 і 1910 роках.

## Середньовічна Сербія
- Відповідно до Законнику Стефана Душана, в Сербській імперії проживали серби, греки, албанці, влахи і сакси.

## Сучасна Сербія
В роки після Сербської революції відбувалися часті зміни кордонів Сербії на тлі розпаду Австрійської і Османської імперій.

### Перепис 1834
- Загальне населення = 678,192

### Перепис 1841
- Загальне населення = 828,895

### Перепис 1843
- Загальне населення = 859,545

### Перепис 1846
- Загальне населення = 915,080

### Перепис 1850
- Загальне населення = 956,893

### Перепис 1854
- Загальне населення = 998,919

### Перепис 1859
- Загальне населення = 1,078,281

### Перепис 1863
- Загальне населення  = 1,108,668

### Перепис 1866
- Загальне населення = 1,216,219[1]
- Серби = 1,058,189 (87.01 %)
- Влахи  = 127,545 (10.49 %)
- Роми = 24,607 (2.02 %)
- Німці = 2,589 (0.21 %)
- other = 3,256 (0.27 %)

### Перепис 1878
- Загальне населення = 1,669,337[2]

### Перепис 1895
- Загальне населення = 2,493,770[2]
- Серби = біля 2 000 000. (ca. 90 %)
- Влахи = 159,000 (6.43 %)
- Роми  = 46,000 (1.84 %)

### Перепис 1910
- Загальне населення = 2,922,258

### Перепис 1921 census (крім Воєводино, включаючи Косово та Македонію)
- Загальне населення  = 4,133,478
- Серби і Хорвати = 3,339,369 (80.87 %)
- Албанці = 420,473 (10.17 %)
- Влахи = 159,549 (3.86 %)
- Турки = 149,210 (3.61 %)
- Німці = 5,969
- Русскіє = 4,176
- Словенці = 3,625
- Чехи і Словаки = 2,801
- Угорці = 2,532
- Французи = 717
- Італійці = 503
- Поляки = 286
- Англійці = 231
- Рутенці = 35
- Інші (переважно Роми) = 44,002

### Перепис 1948
- Загальне населення = 6,527,966
- Серби = 4,823,730 (73.89 %)
- Албанці = 532,011 (8.15 %)
- Угорці = 433,701 (6.64 %)
- Хорвати = 169,864 (2.60 %)
- Чорногорці = 74,860 (1.15 %)
- Словаки = 72,032 (1.1 %)
- Болгари = 59,395
- Роми = 52,181
- Словенці = 20,998
- Македонці = 17,917
- Мусульмани (народ) = 17,315

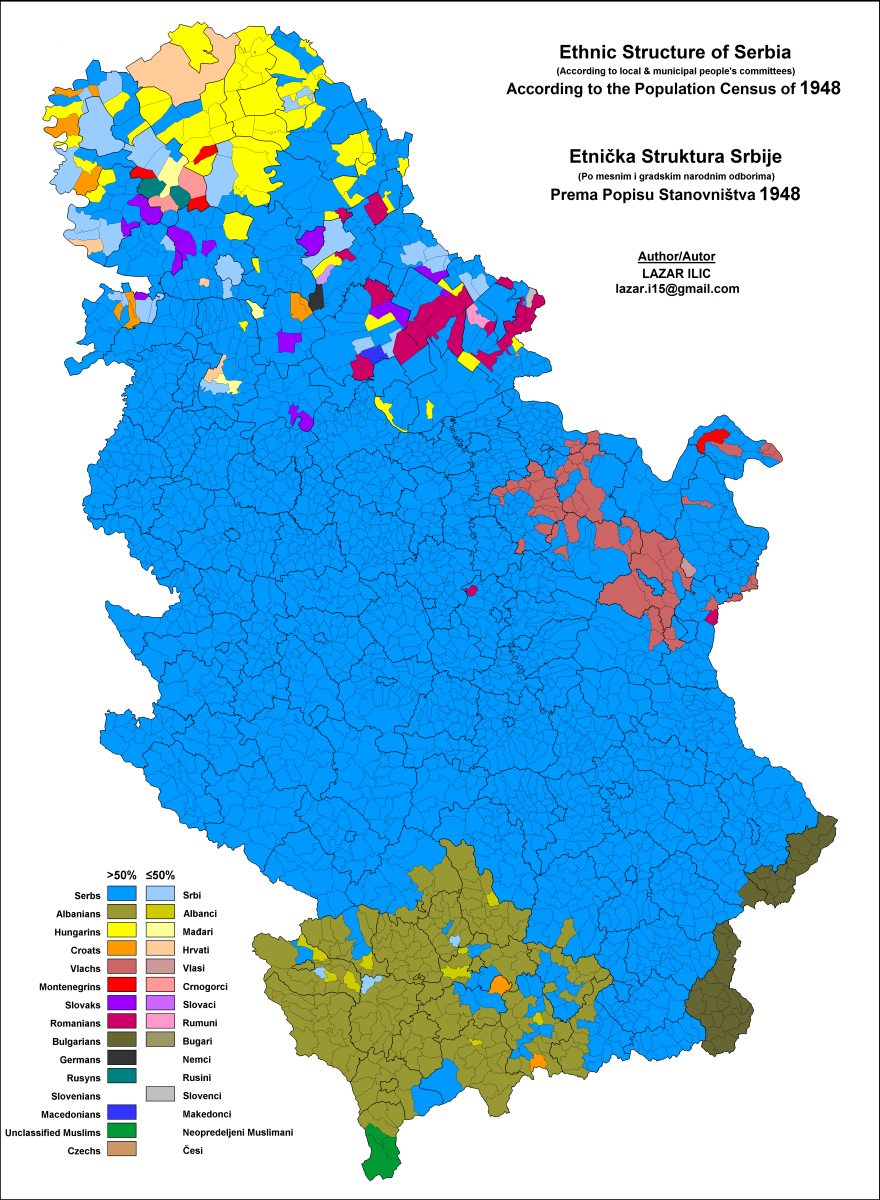
Етнічний склад поселень Сербії в 1948.
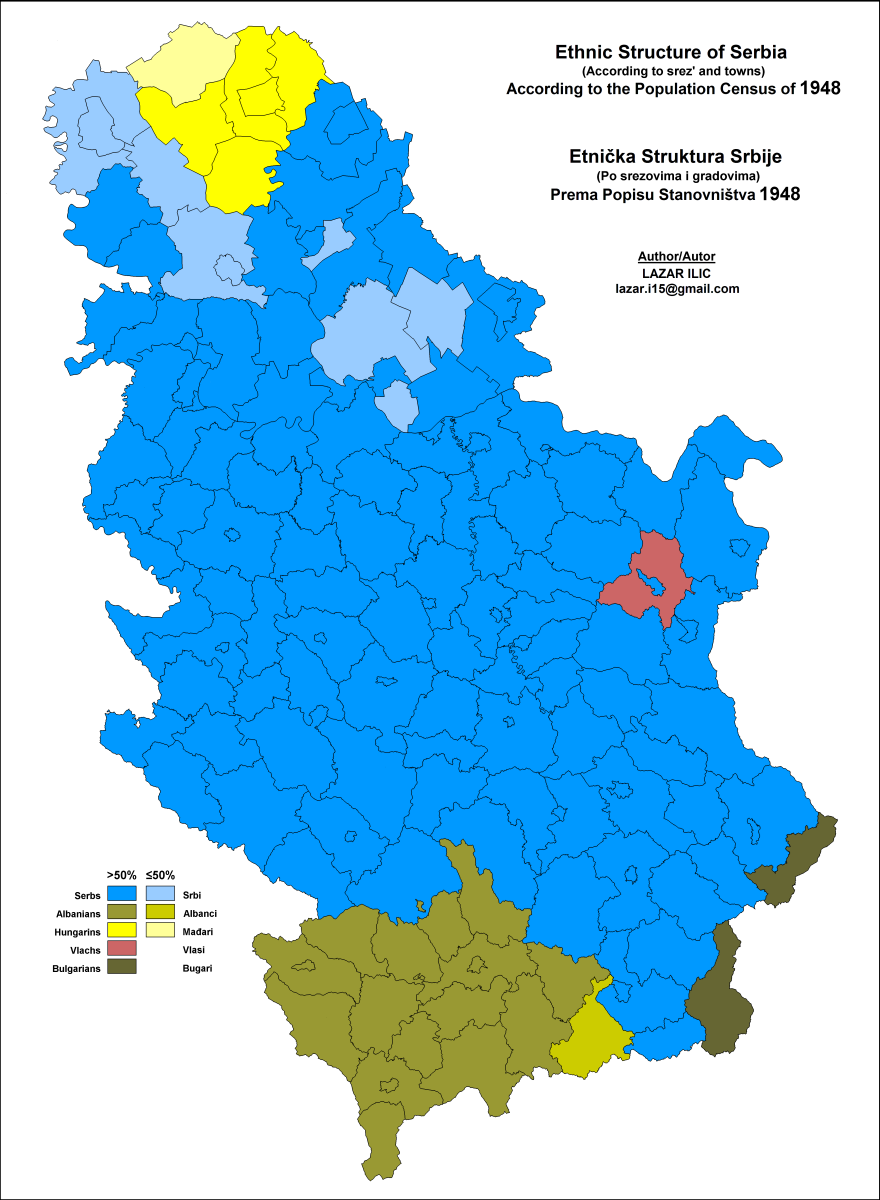
Етнічний склад Сербії за муніципалітетами в 1948.
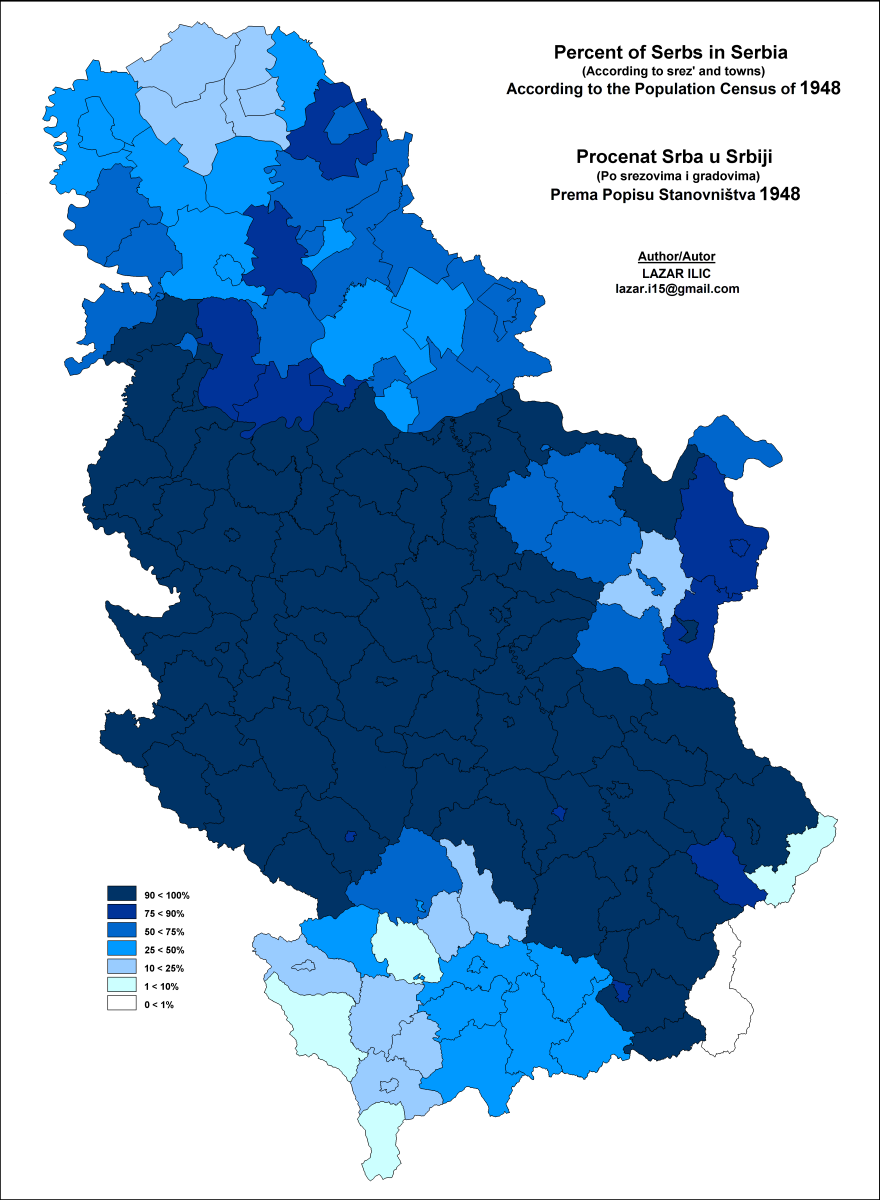
Частка сербів в Сербії за муніципалітетами 1948.

### Перепис 1953
- Загальне населення = 6,979,154
- Серби = 5,152,939 (73.83 %)
- Албанці = 565,513 (8.10 %)
- Угорці = 441,907 (6.33 %)
- Хорвати = 173,246 (2.48 %)
- Чорногорці= 86,061 (1.23 %)
- Мусульмани (народ) = 81,081 (1.16 %)
- Словаки = 71,153 (1 %)
- Болгари = 60,146
- Роми = 58,800
- Македонці = 27,277
- Словенці = 20,717

### Перепис 1961
- Загальне населення = 7,642,227
- Серби = 5,704,686 (74.65 %)
- Албанці = 699,772 (9.16 %)
- Угорці = 449,587 (5.88 %)
- Хорвати = 196,409 (2.57 %)
- Чорногорці= 104,753 (1.37 %)
- Мусульмани (народ) = 93,467 (1.22 %)
- Словаки = 73,830
- Болгари = 58,243
- Македонці = 36,288
- Югослави = 20,079
- Словенці = 19,957
- Роми = 9,826

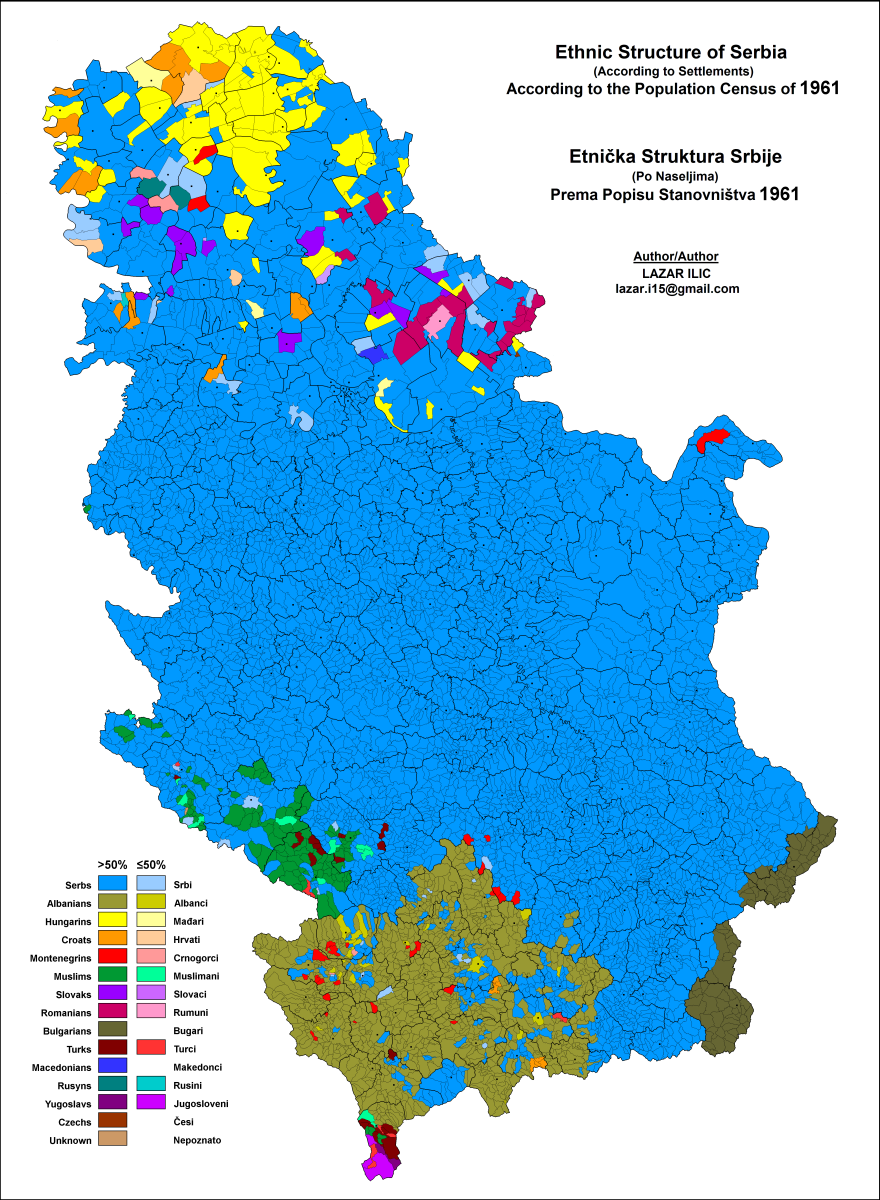
Етнічний склад поселень  Сербії в 1961.
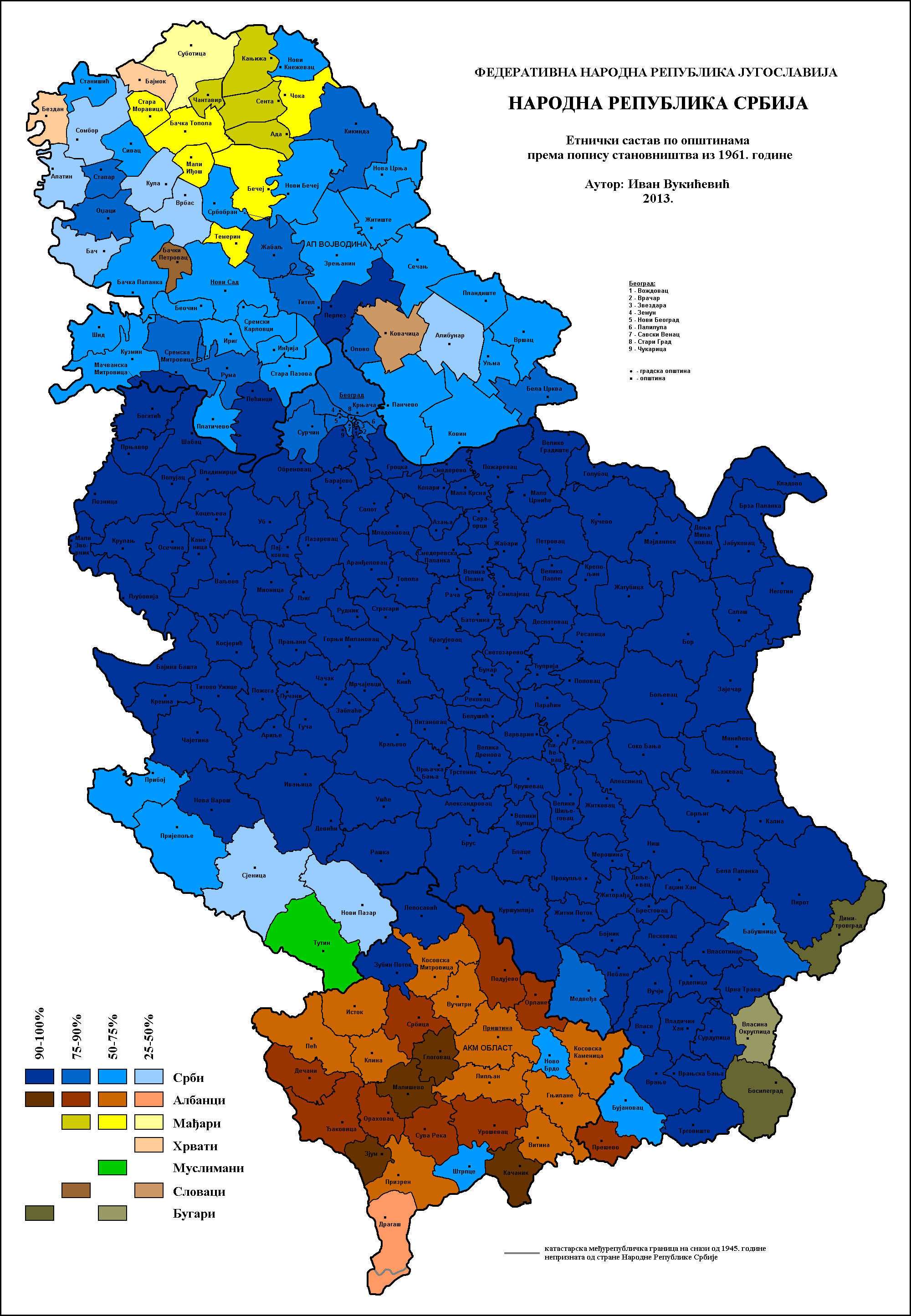
Етнічний склад Сербії за муніципалітетами в 1961.
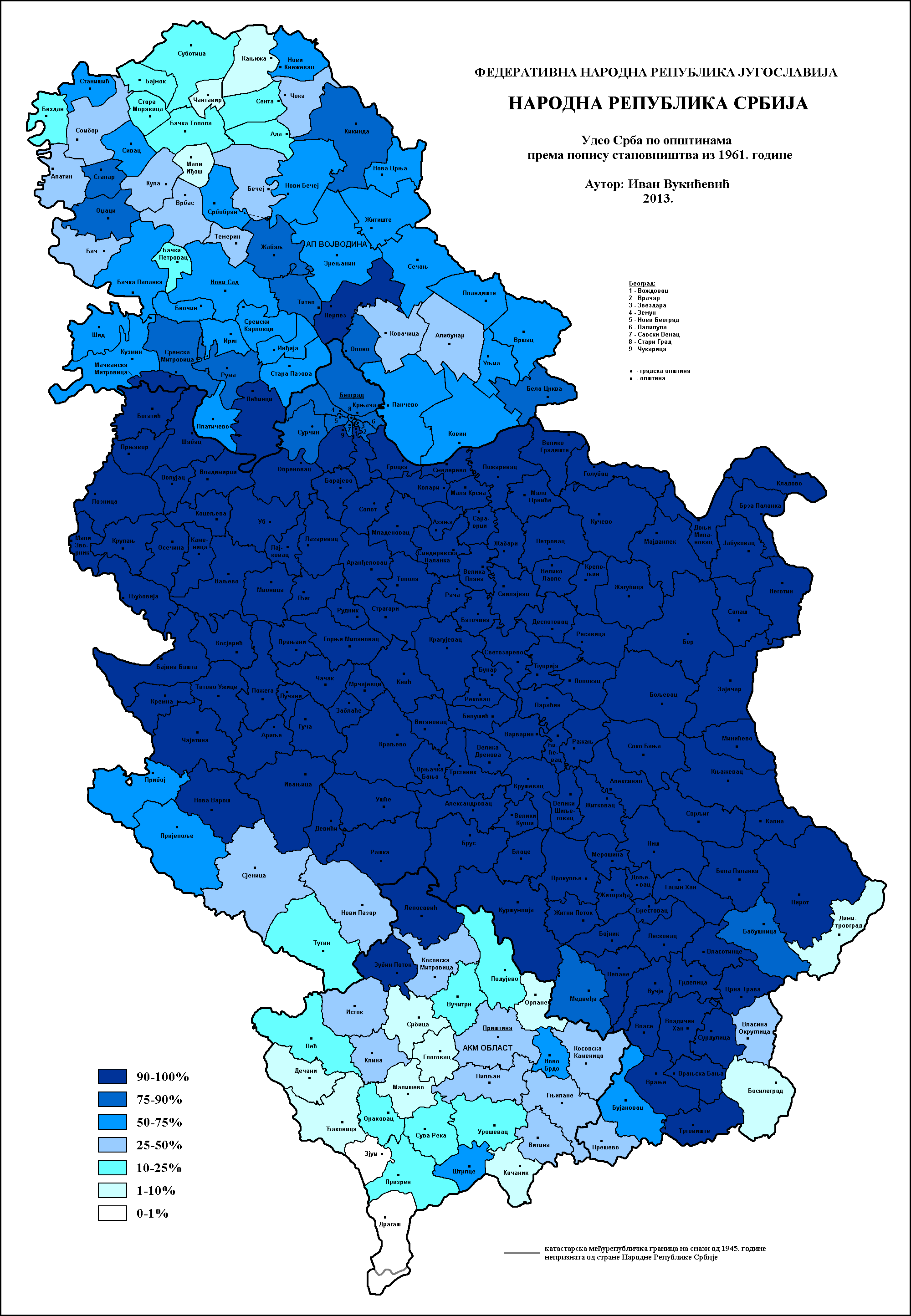
Частка сербів в Сербії за муніципалітетами в 1961.

### Перепис 1971
- Загальне населення  = 8,446,591
- Серби = 6,016,811 (71.23 %)
- Албанці = 984,761 (11.66 %)
- Угорці = 430,314 (5.10 %)
- Хорвати = 184,913 (2.19 %)
- Мусульмани (народ) = 154,330 (1.83 %)
- Чорногорці= 125,260 (1.48 %)
- Югослави = 123,824 (1.47 %)
- Словаки = 76,733
- Румуни = 57,419
- Болгари = 53,536
- Роми = 49,894
- Македонці = 42,675
- Русини = 20,608
- Турки = 18,220
- Словенці = 15,957
- Влахи = 14,724

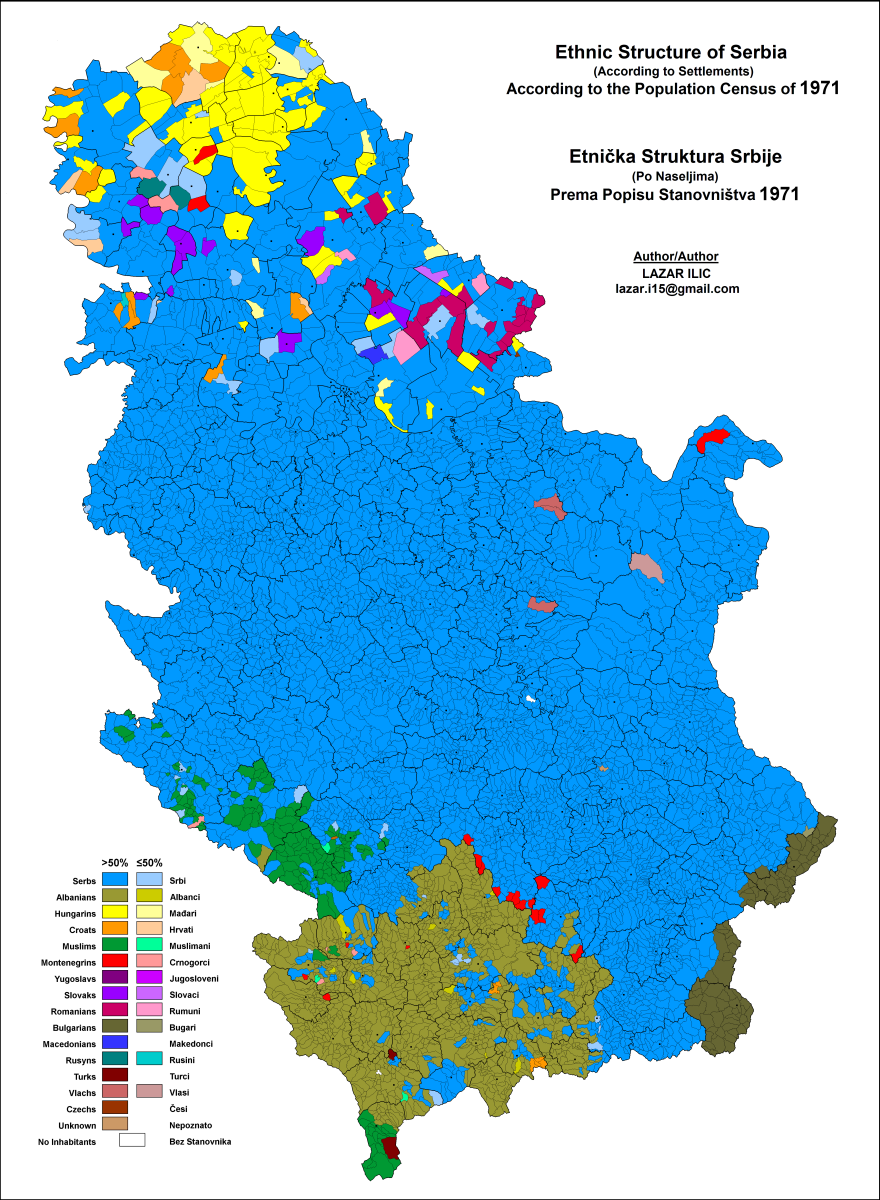
Етнічний склад поселень  Сербії в 1971.
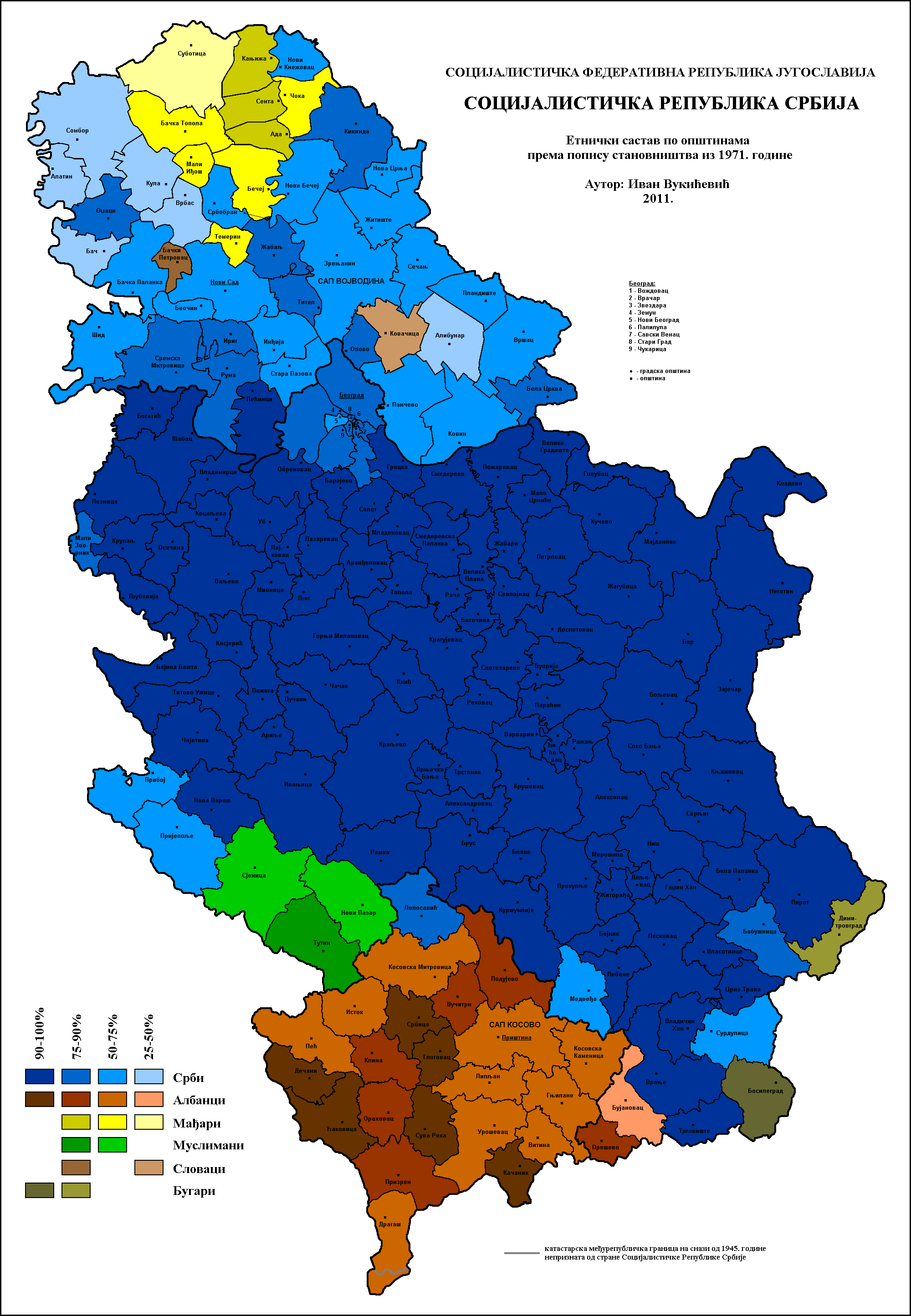
Етнічний склад Сербії за муніципалітетами в 1971.
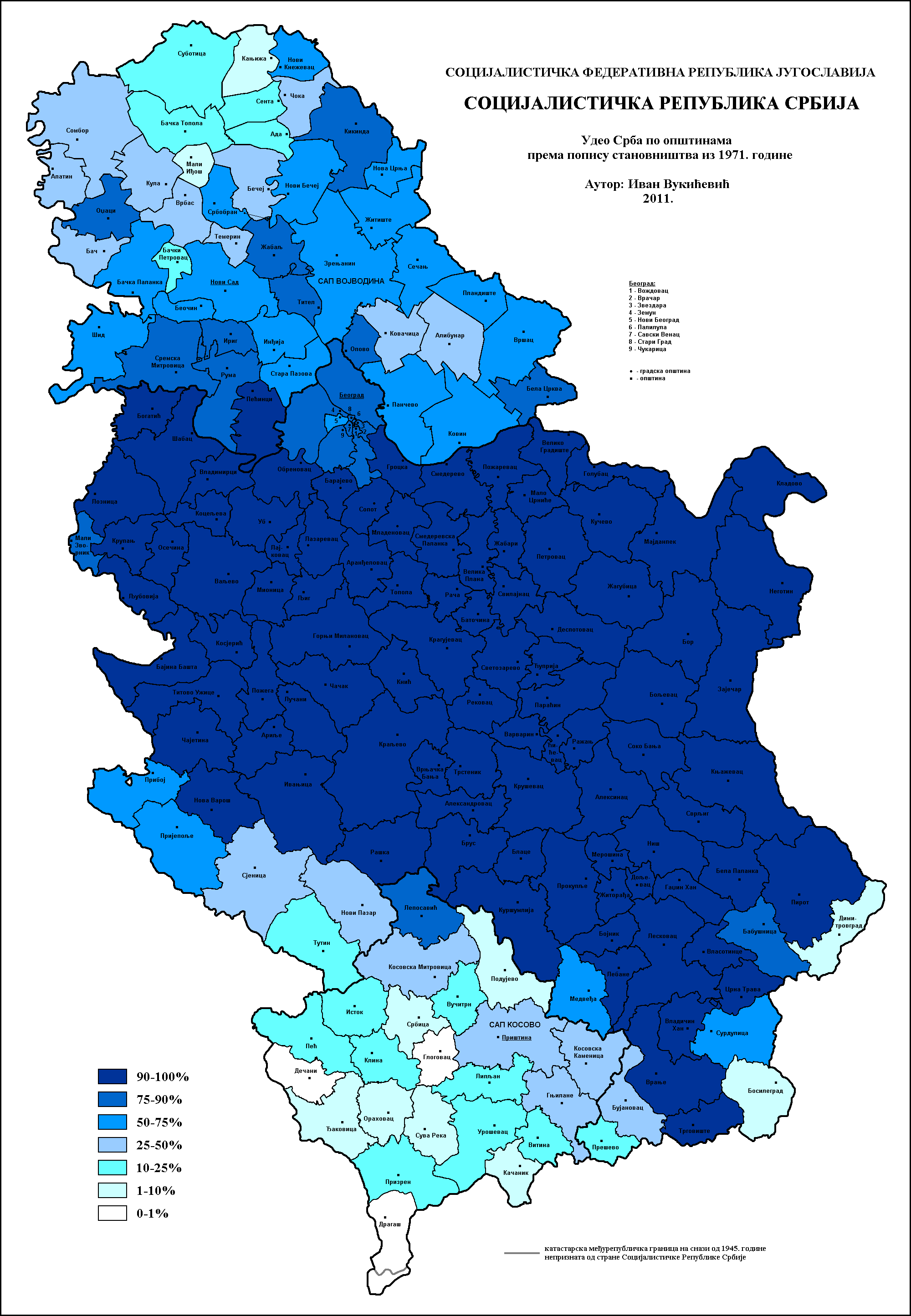
Частка сербів в Сербії за муніципалітетами в 1971.

### Перепис 1981
- Загальне населення = 9,313,677
- Серби = 6,182,159 (66.38 %)
- Албанці = 1,303,032 (13.99 %)
- Югослави = 441,941 (4.75 %)
- Угорці = 390,468 (4.19 %)
- Мусульмани (народ) = 215,166 (2.31 %)
- Хорвати = 149,368 (1.60 %)
- Чорногорці= 147,466 (1.58 %)
- Роми = 110,956 (1.19 %)
- Словаки = 69,549
- Македонці = 48,986
- Болгари = 33,294
- Словенці = 12,006

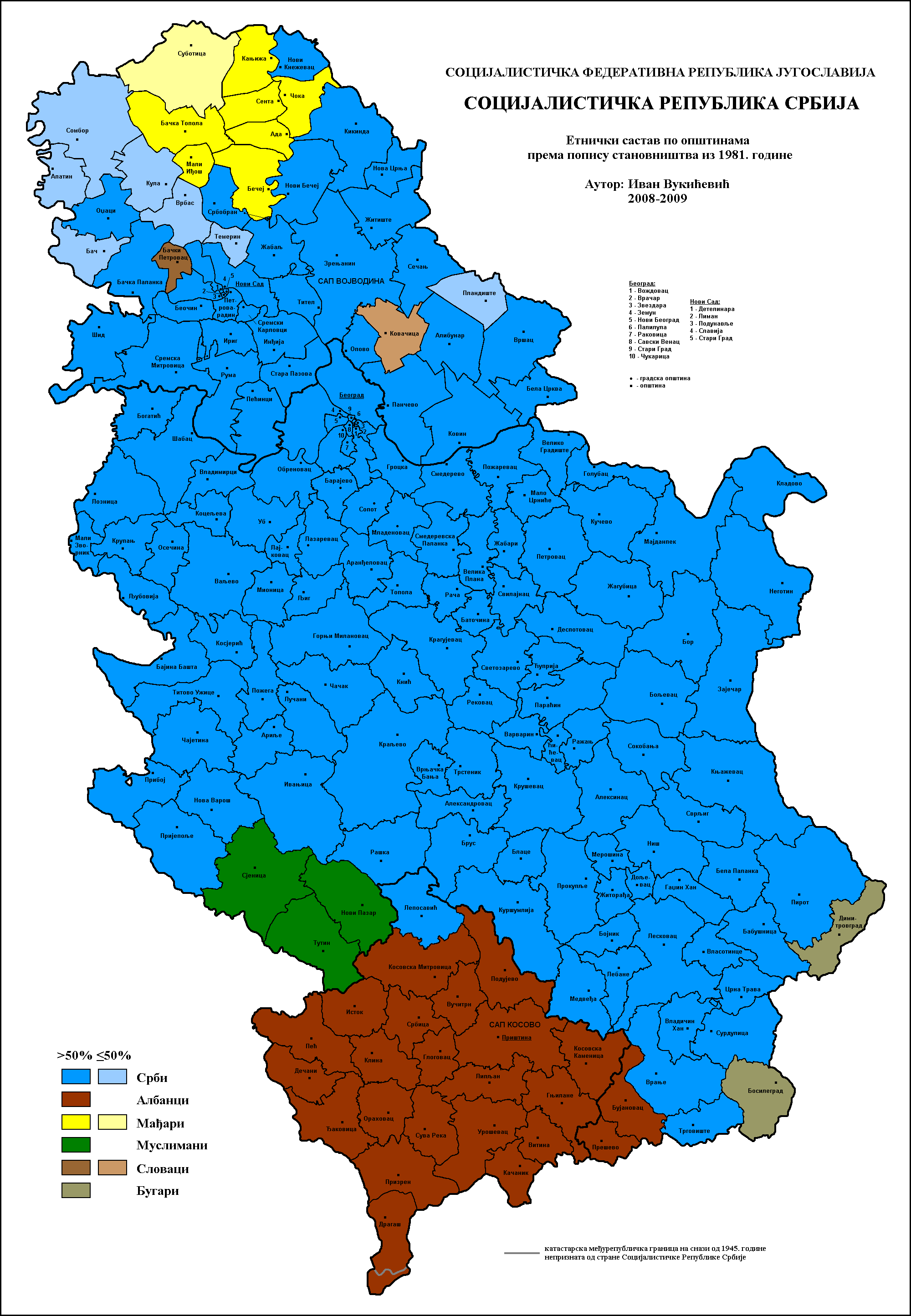
Етнічний склад поселень  Сербії в 1981.
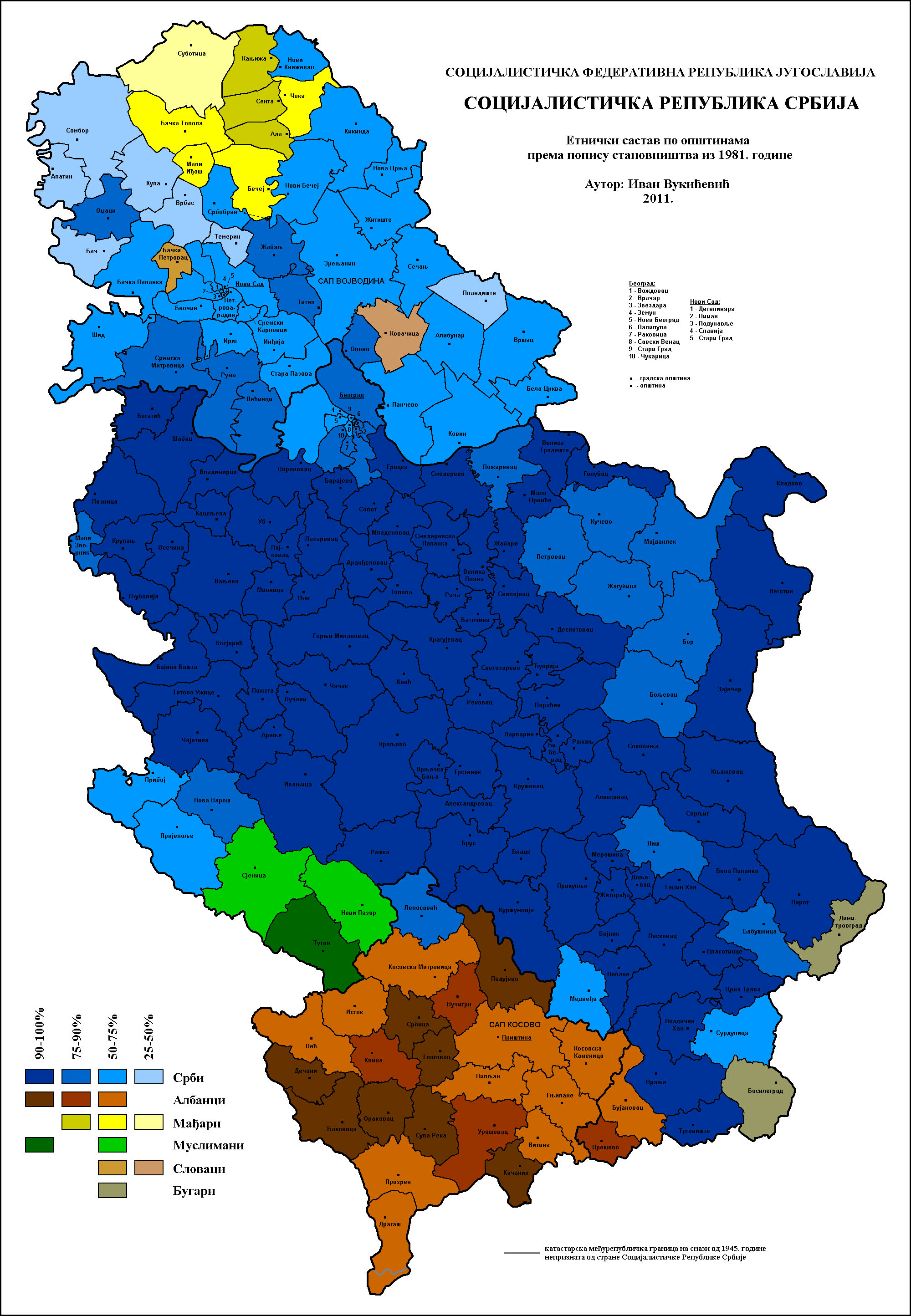
Етнічний склад Сербії за муніципалітетами в 1981.
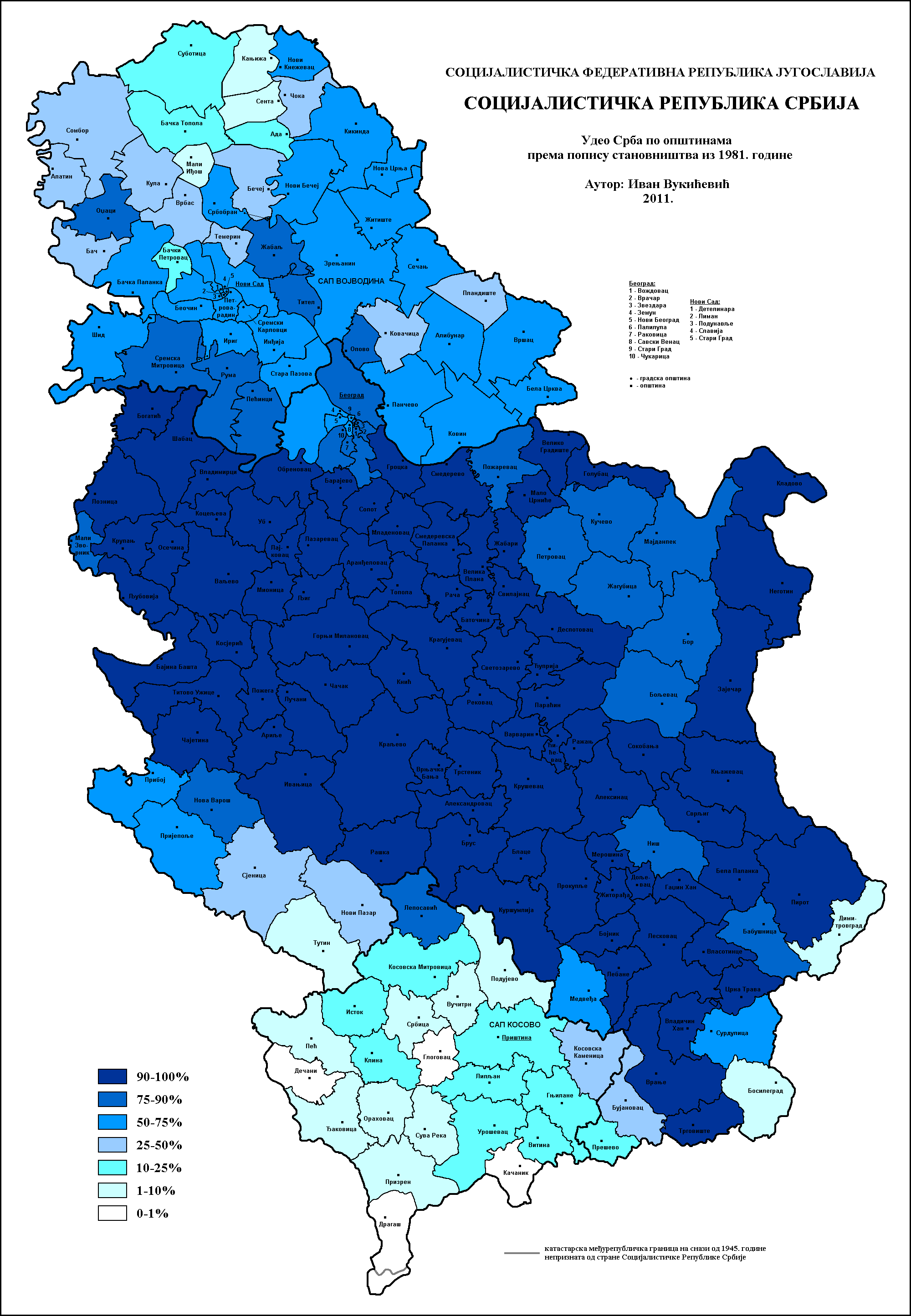
Частка сербів в Сербії за муніципалітетами в 1981.

### Перепис 1991
- Загальне населення (офіційна оцінка) = 9,778,991 (зареєстровано 8,182,141)
- Серби = 6,446,595 (65.92 %)
- Албанці (офіційна оцінка) = 1,674,353 (17.12 %), зареєстровано 87,372
- Угорці = 343,800 (3.52 %)
- Югослави = 323,643 (3.31 %)
- Мусульмани (народ) (офіційна оцінка) = 246,411 (2.52 %), зареєстровано 237,980
- Роми (офіційна оцінка) = 140,237 (1.43 %), зареєстровано 138,799
- Чорногорці= 139,299 (1.42 %)
- Хорвати = 105,406 (1.08 %)

Офіційне населленя:

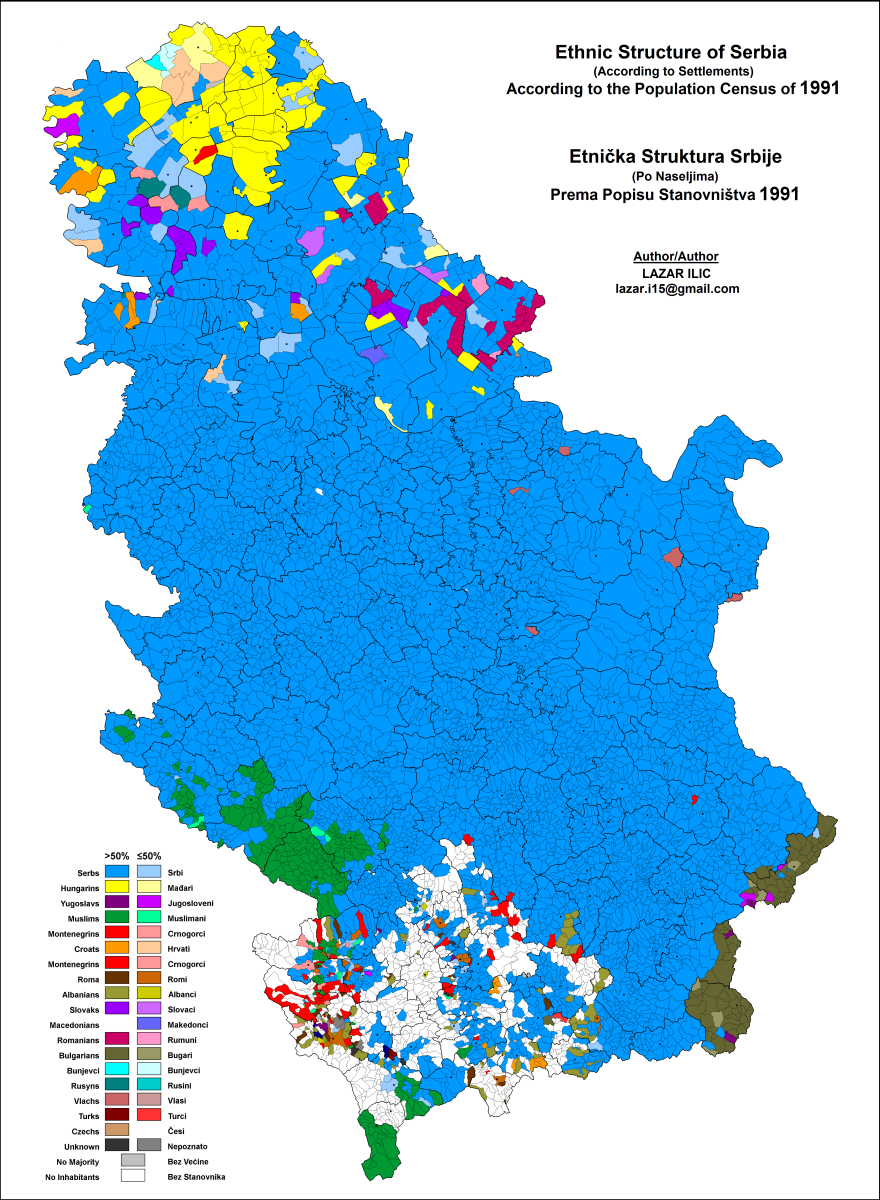
Етнічний склад поселень  Сербії в 1991.
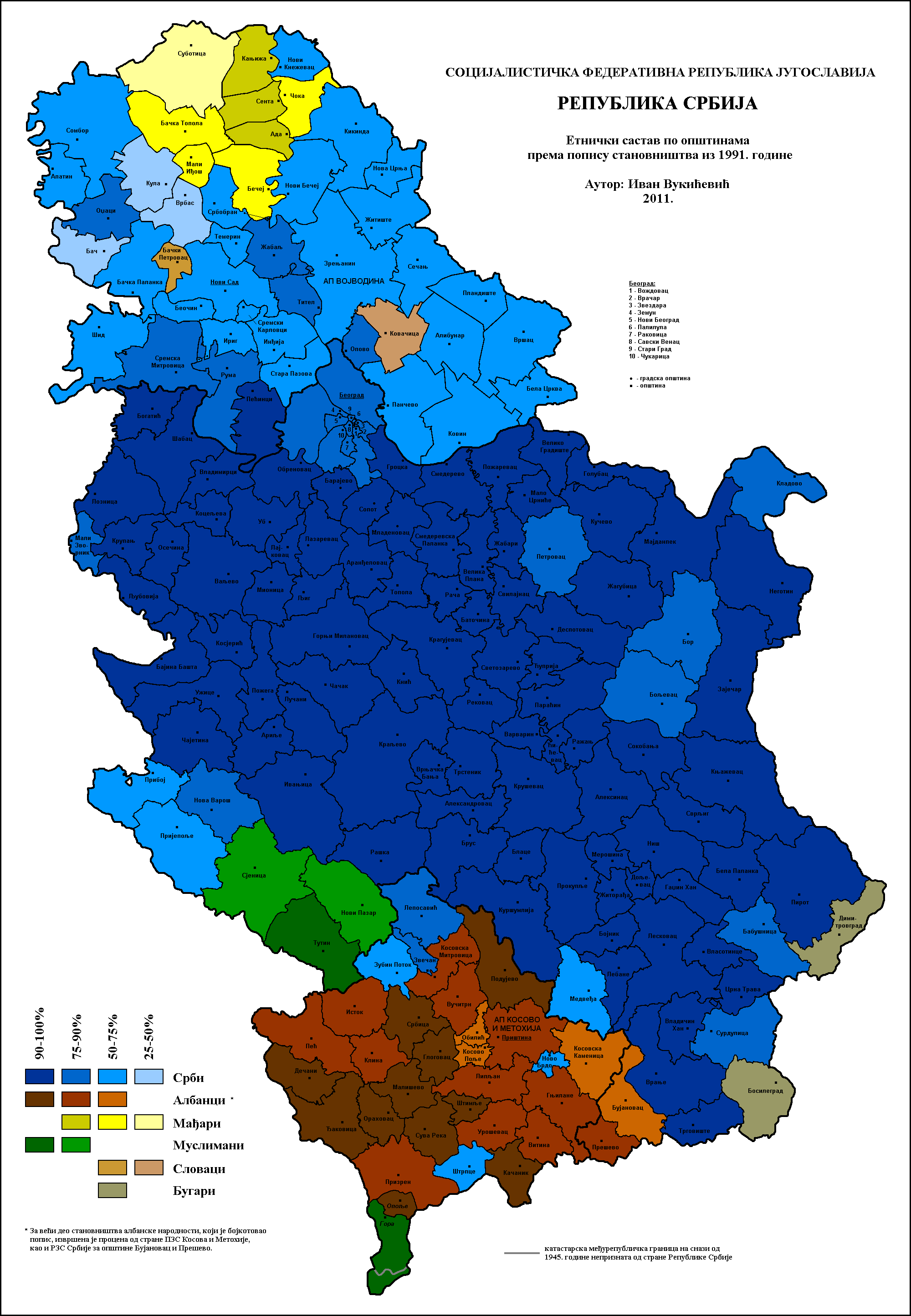
Етнічний склад Сербії за муніципалітетами в 1991.
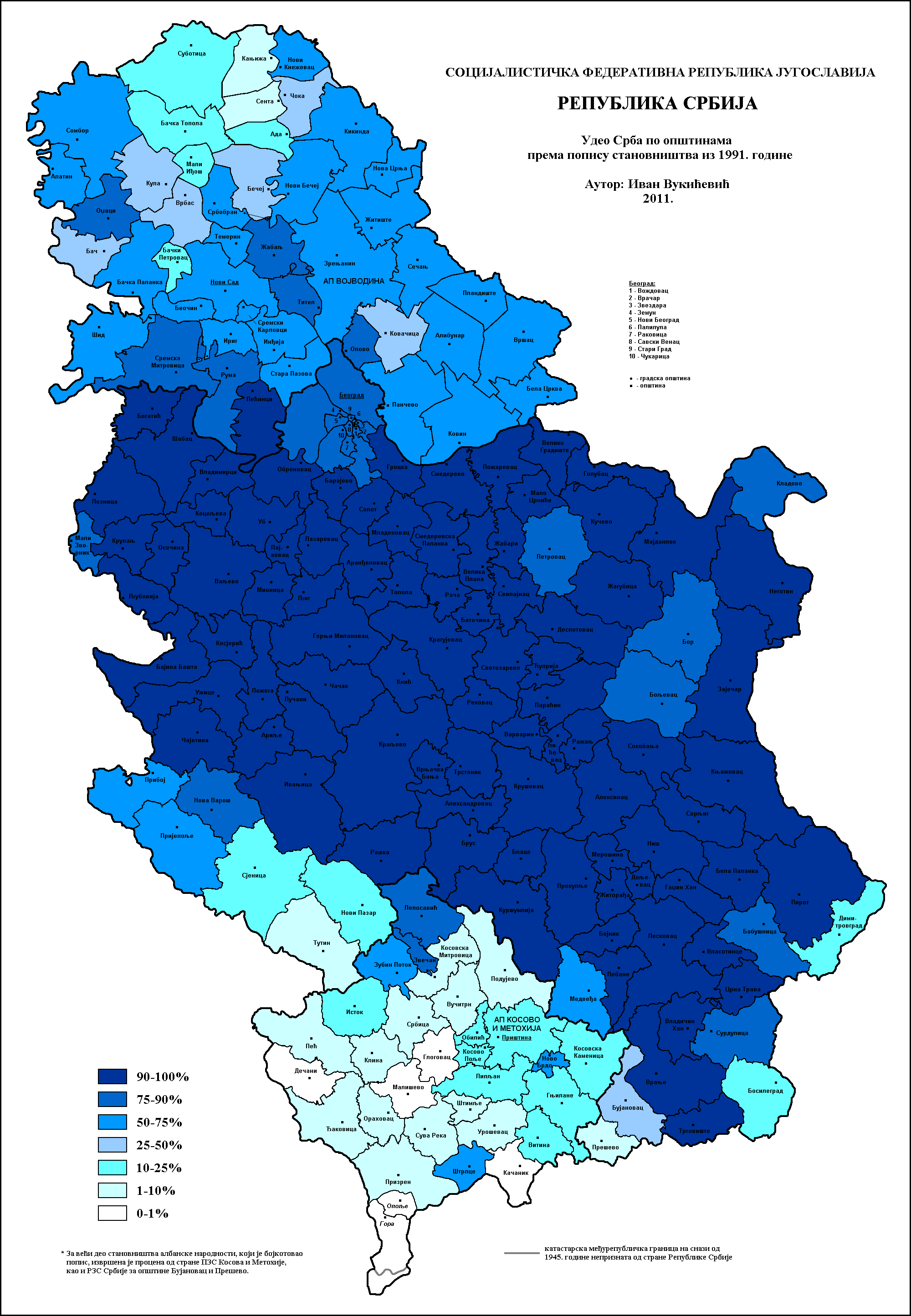
Частка сербів в Сербії за муніципалітетами в 1991.
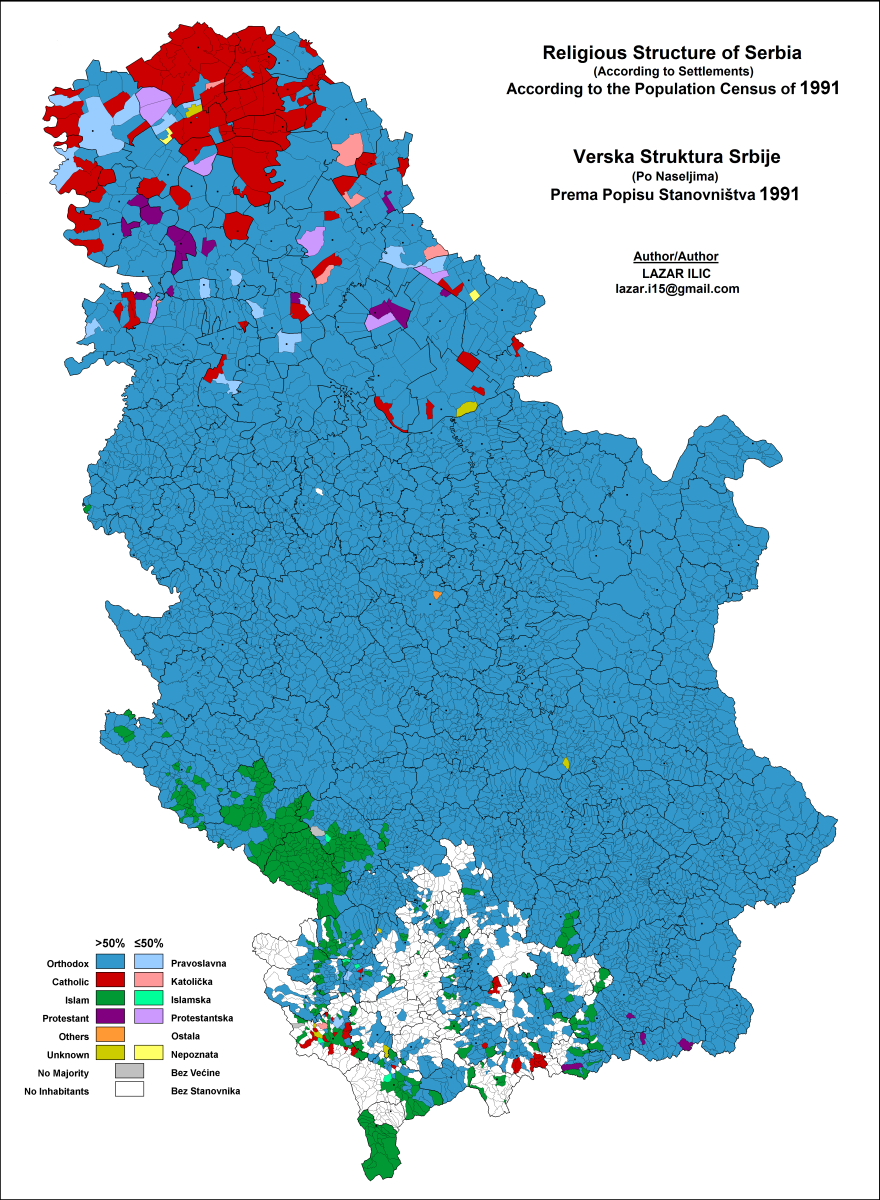
Релігійна структура поселень Сербії в 1991.
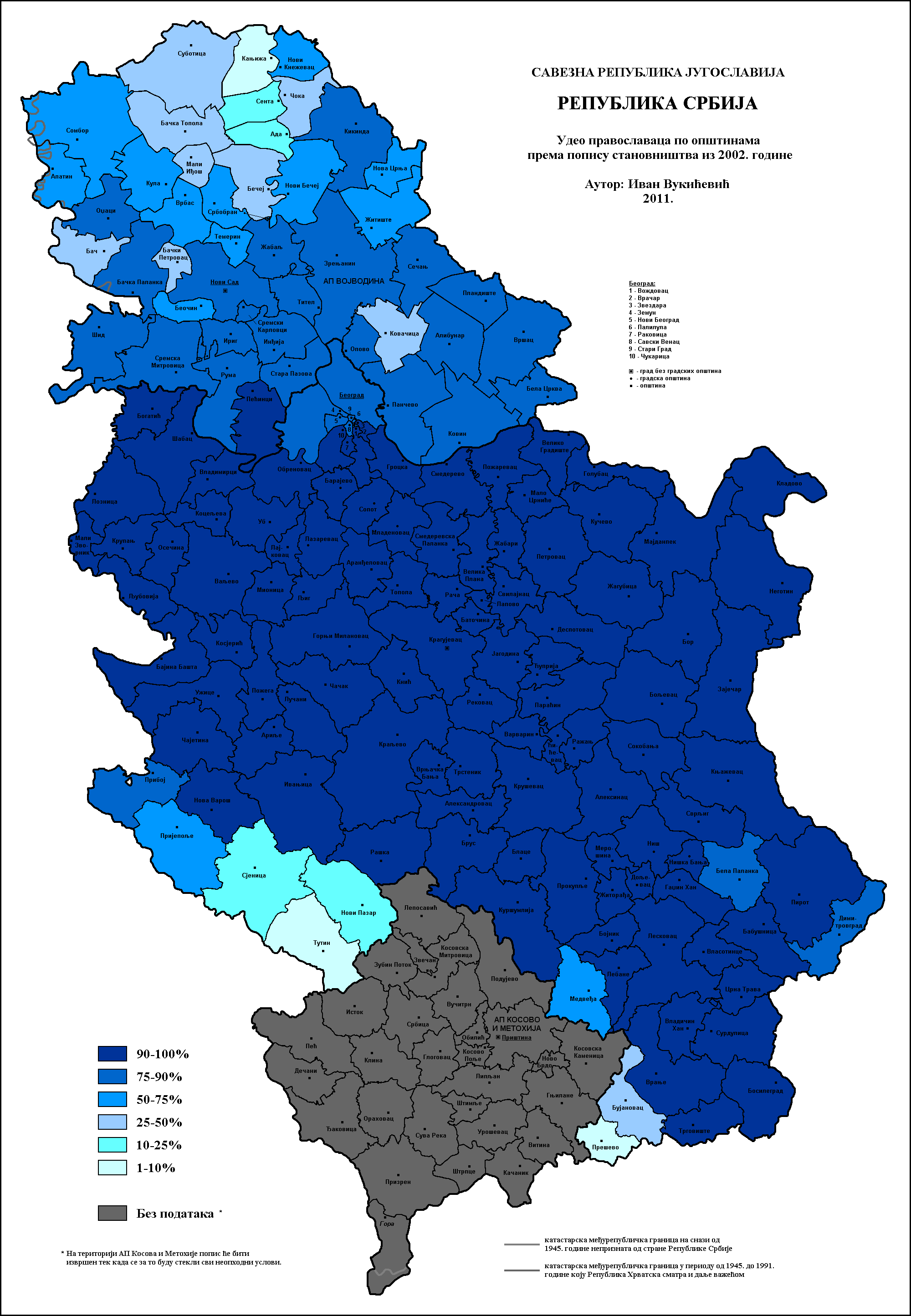
Частка православних в Сербії за муніципалітетами в 1991.

Зареєстроване населення:

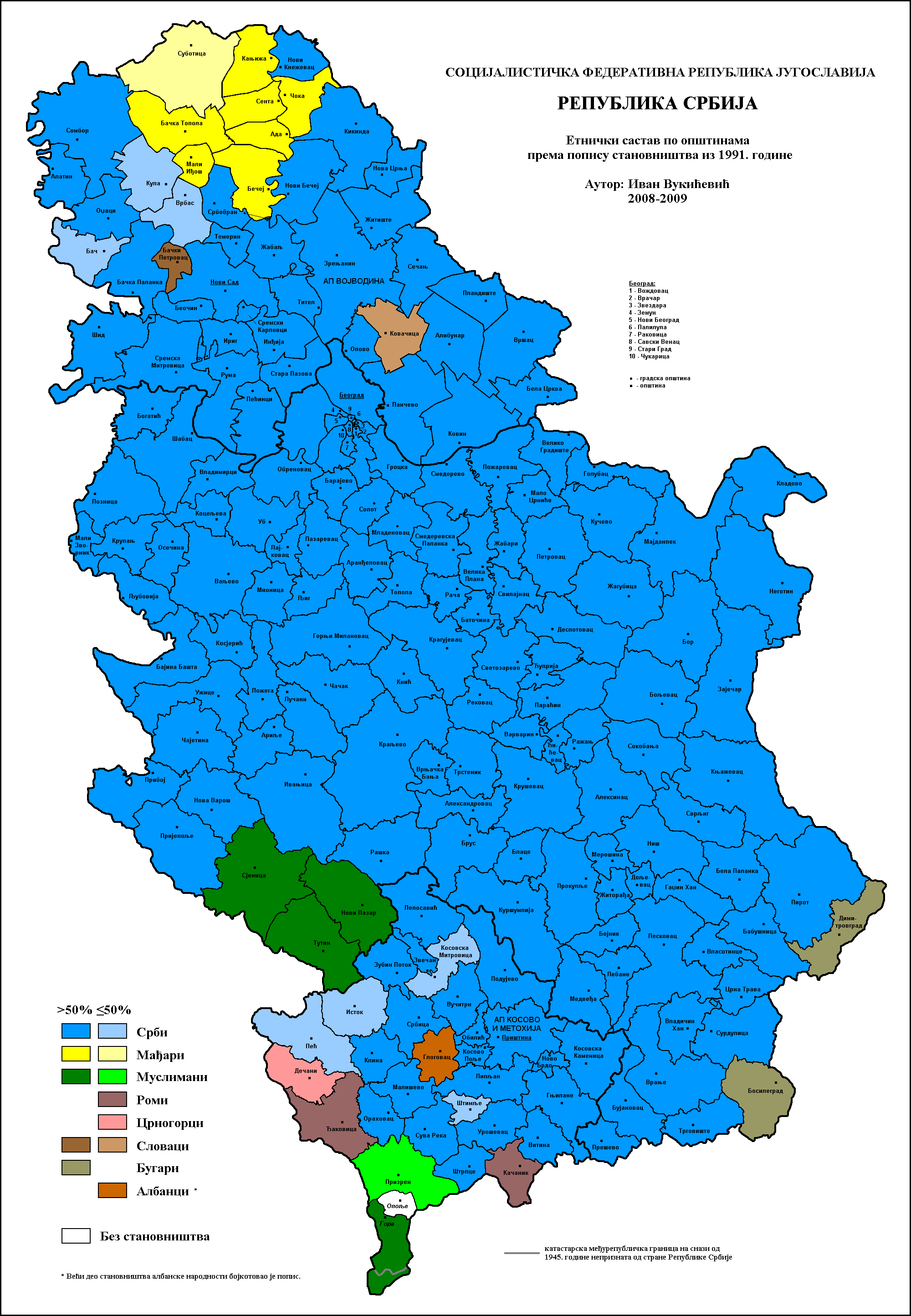
Етнічний склад поселень  Сербії в 1991.
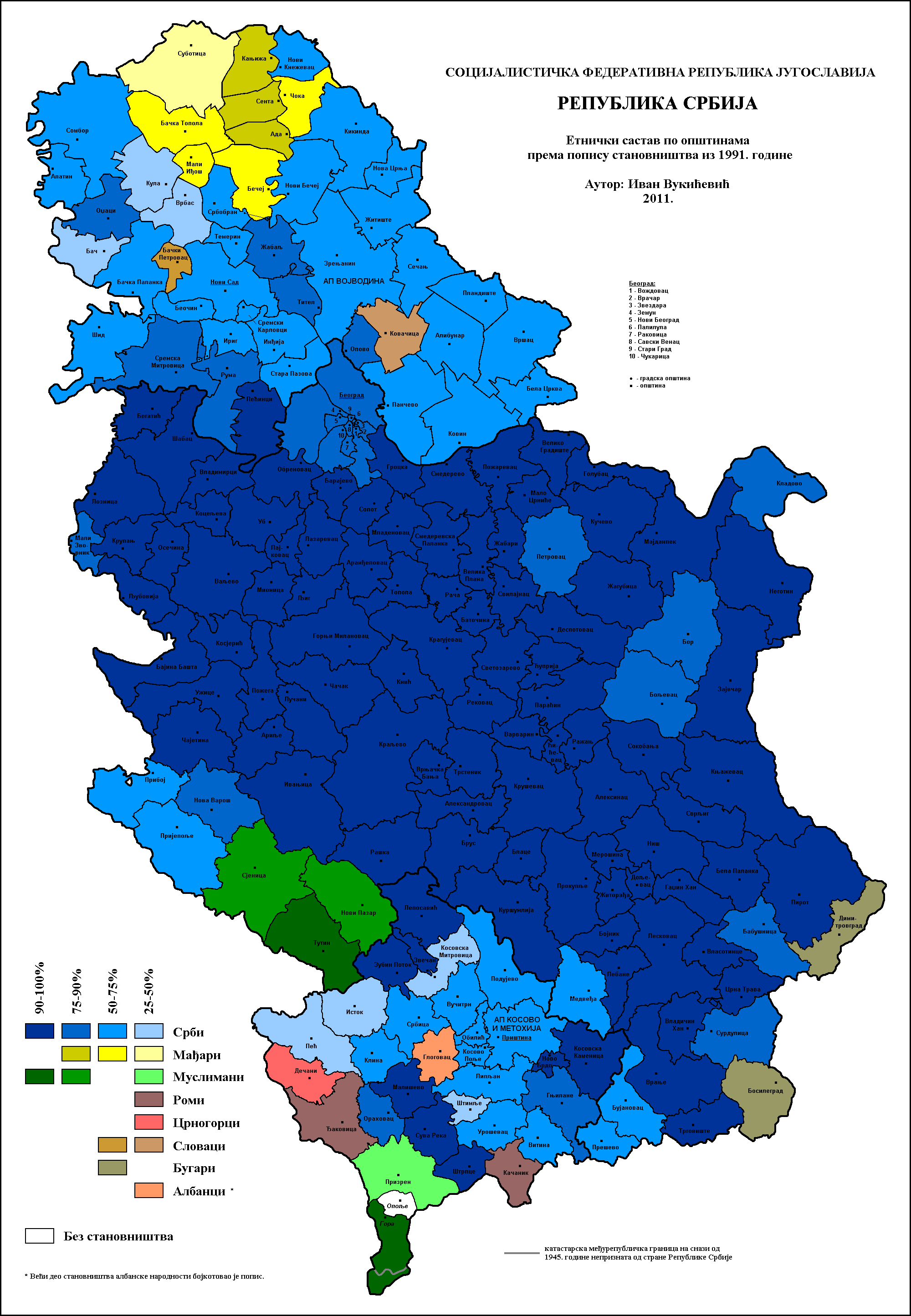
Етнічний склад Сербії за муніципалітетами в 1991.
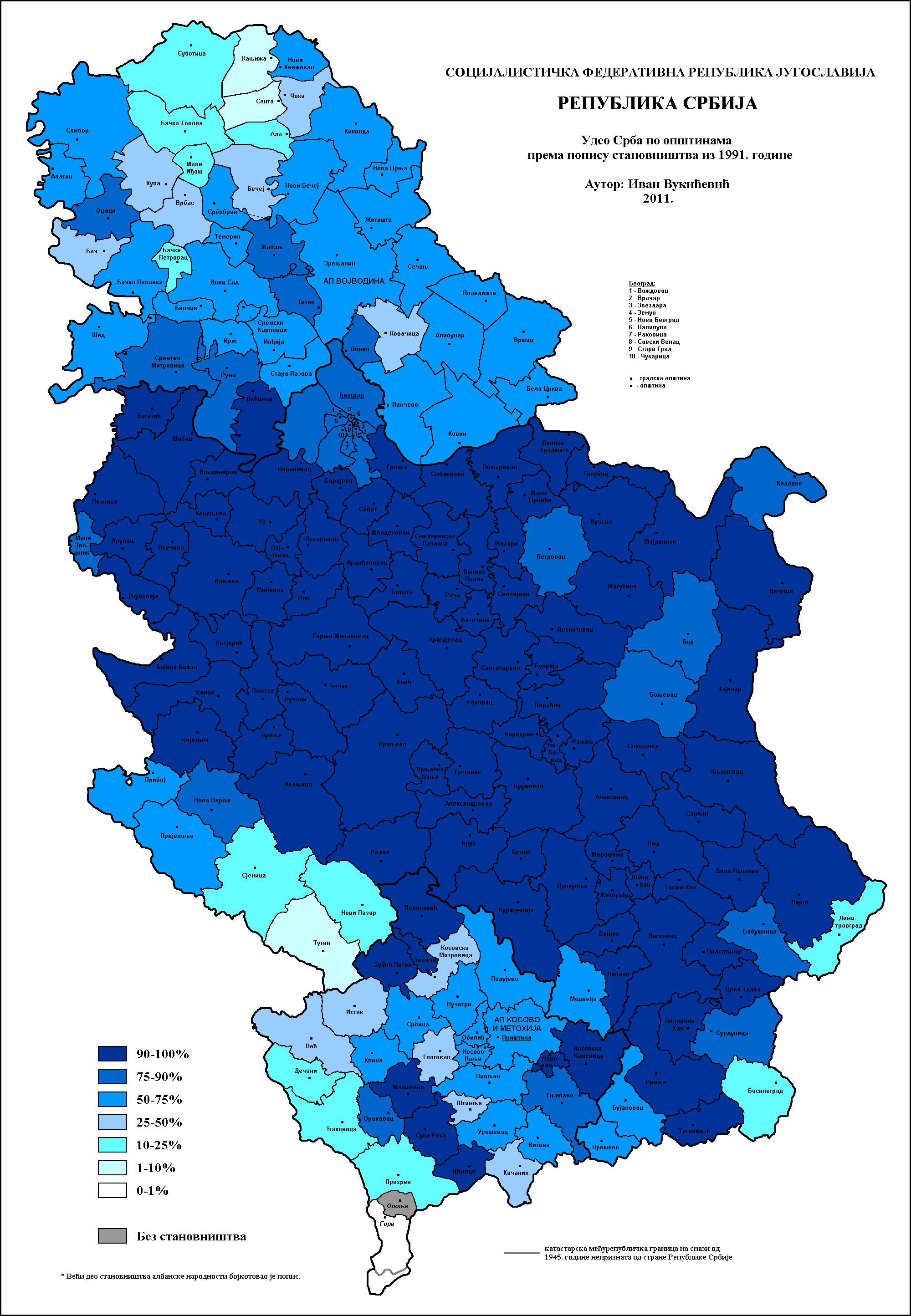
Частка сербів в Сербії за муніципалітетами в 1991.

### Перепис 1991 (за виключенням Косово)
- Загальне населення = 7,822,795
- Серби = 6,252,405 (79.93 %)
- Угорці = 343,800 (4.39 %)
- Югослави = 320,186 (4.09 %)
- Мусульмани (народ) = 180,222 (2.3 %)
- Чорногорці= 118,934 (1.52 %)
- Хорвати = 97,344 (1.24 %)
- Роми = 94,491 (1.21 %)
- Албанці = 78,281 (1 %)
- Словаки = 66,772 (0.85 %)
- Македонці = 45,068 (0.58 %)
- Румуни = 42,316 (0.54 %)
- Болгари = 26,698 (0.34 %)
- Бунєвці = 21,434 (0.34 %)
- Українці = 18,052 (0.23 %)
- Влахи = 17,804 (0.23 %)
- Інші= 34,698 (0.44 %)
- регіональна приналежність = 4,841 (0.06 %)
- невідома = 47,949 (0.61 %)
- не визначилися = 10,538 (0.13 %)

### Перепис 2002 (за виключенням Косово)
- Загальне населення = 7,498,001
- Серби = 6,212,838 (82.86 %)
- Угорці = 293,299 (3.91 %)
- Боснійці = 136,087 (1.82 %)
- Роми = 108,193 (1.44 %)
- Югослави = 80,721 (1.08 %)
- Хорвати = 70,602 (0.94 %)
- Чорногорці= 69,049 (0.92 %)
- Албанці = 61,647 (0.82 %)
- Словаки = 59,021 (0.79 %)
- Влахи = 40,054 (0.53 %)
- Румуни = 34,576 (0.46 %)
- Македонці = 25,847 (0.35 %)
- Болгари = 20,497 (0.27 %)
- Бунєвці = 20,012 (0.27 %)
- Мусульмани (народ) = 19,503 (0.26 %)
- Русини = 15,905 (0.21 %)
- Українці = 5,354 (0.07 %)
- Словенці = 5,104
- Горанці = 4,581
- Німці = 3,901
- Чехи = 2,211
- Інші= 11,711 (0.19 %)
- регіональна приналежність = 11,485 (0.15 %)
- невідома = 75,483 (1.01 %)
- не визначилися = 107,732 (1.44 %)

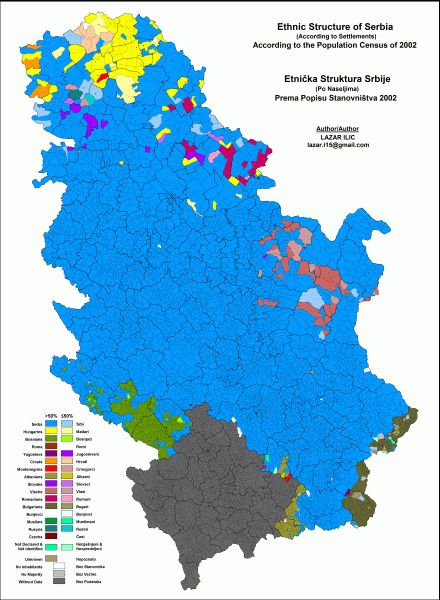
Етнічний склад поселень  Сербії в 2002.
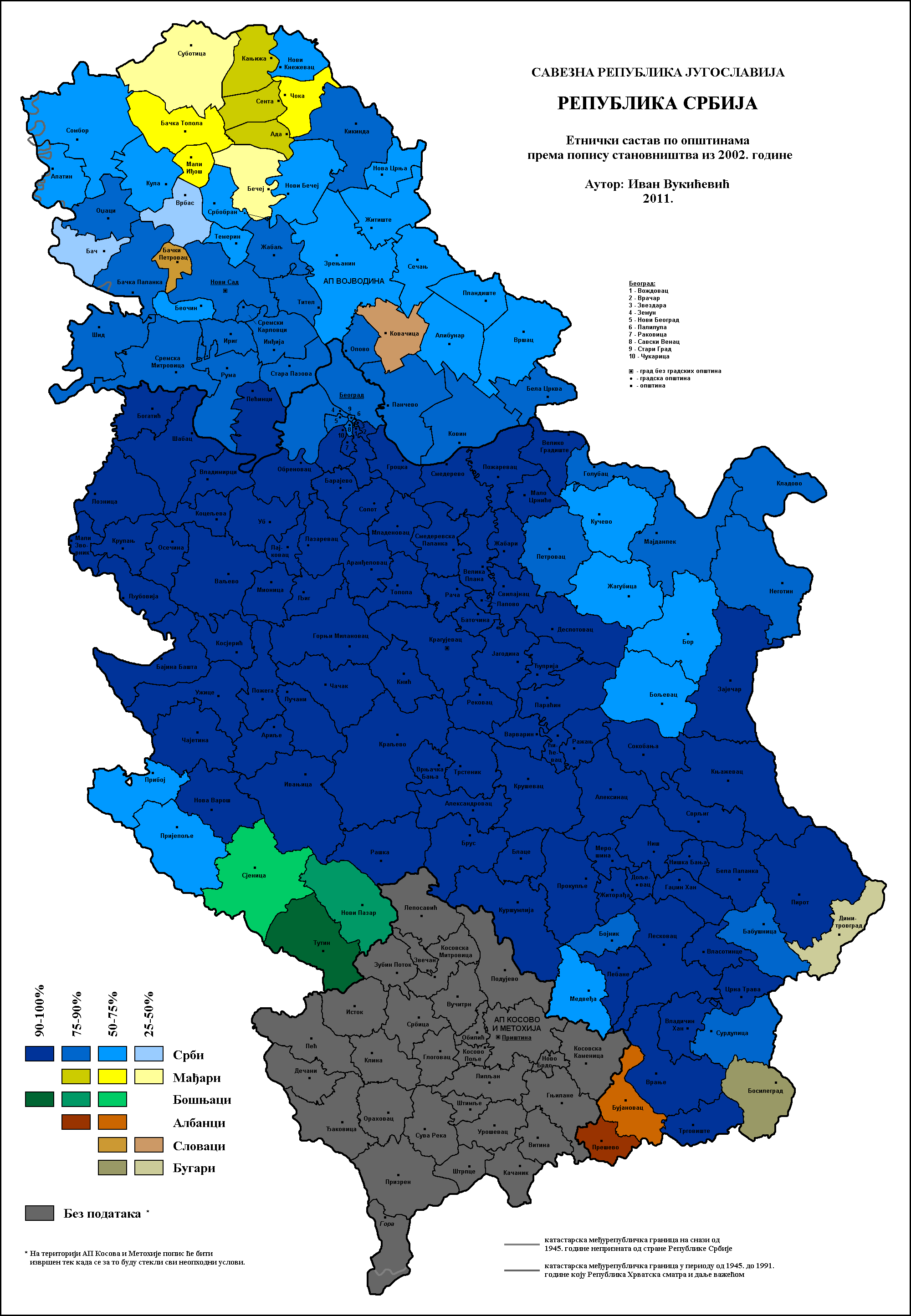
Етнічний склад Сербії за муніципалітетами в 2002.
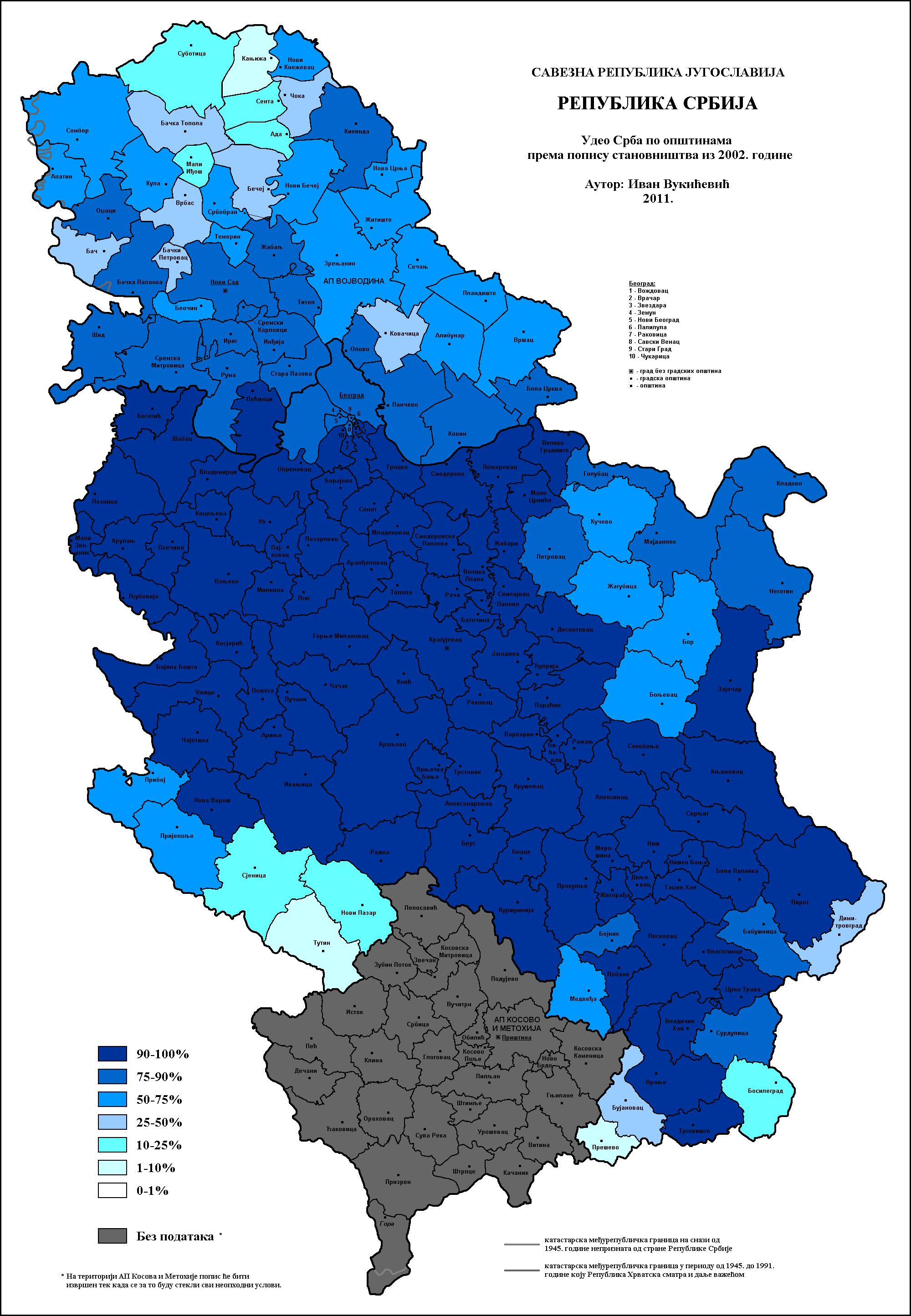
Частка сербів в Сербії за муніципалітетами в 2002.
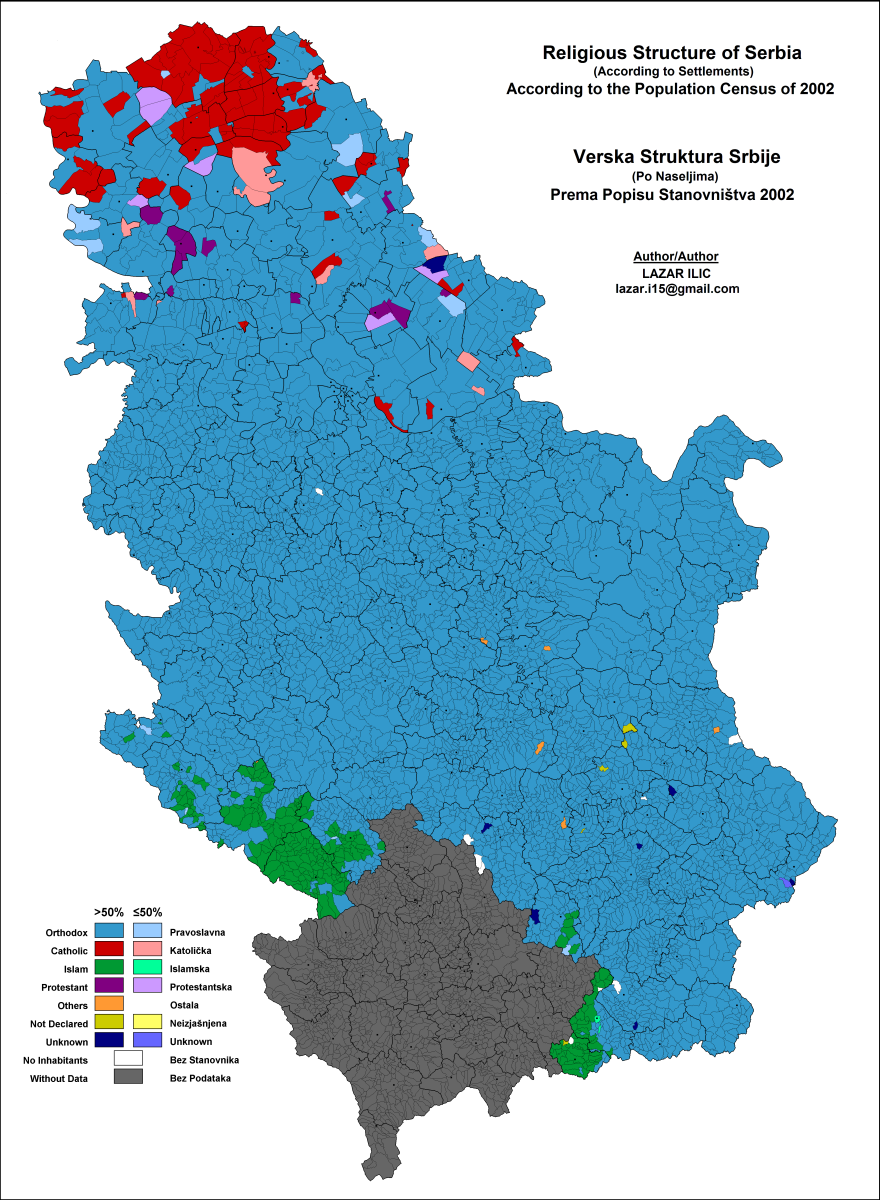
Релігійна структура поселень Сербії в 2002.
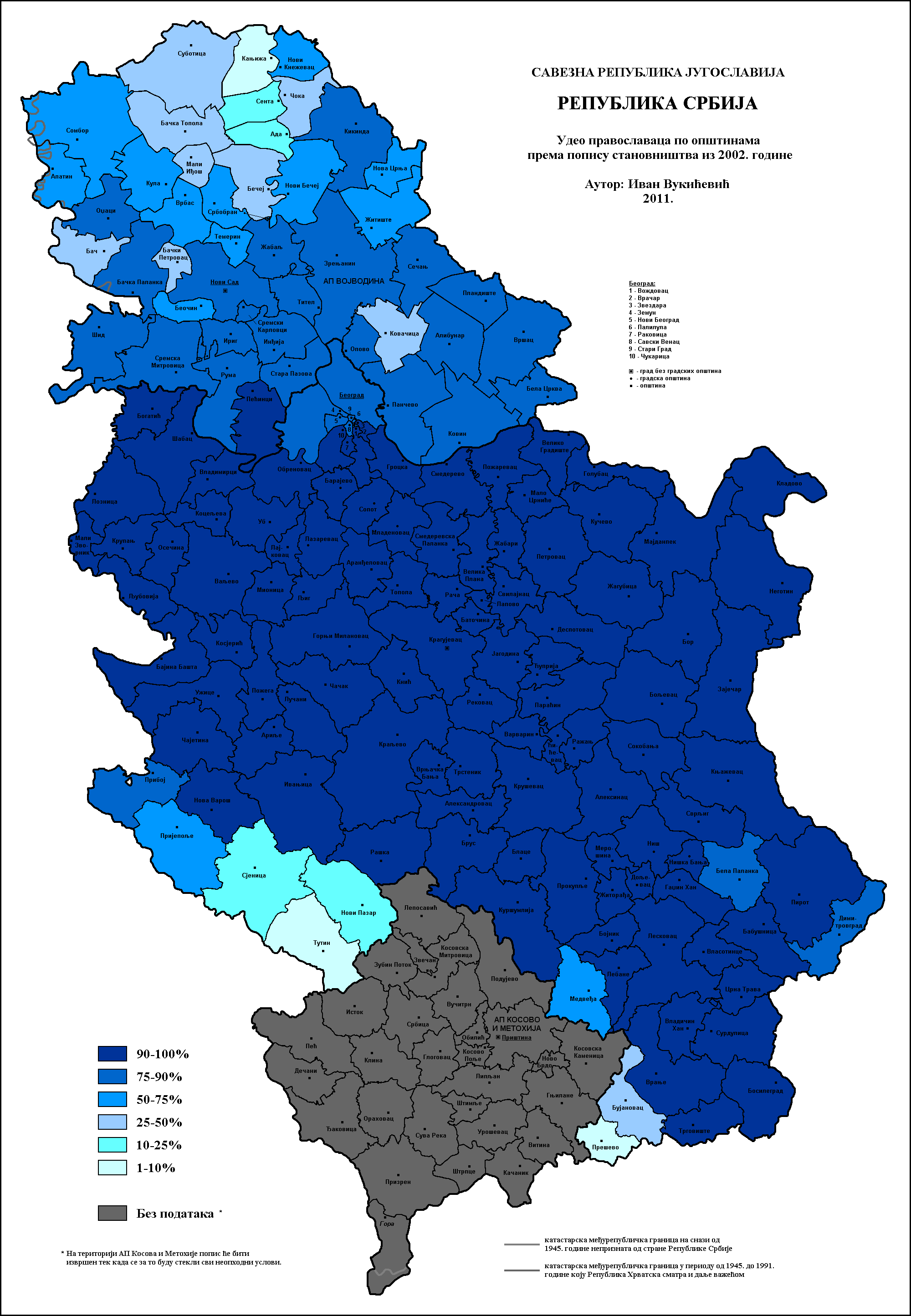
Частка православних в Сербії за муніципалітетами в 2002.

### Перепис 2011 (за виключенням Косово)
- Загальне населення = 7,186,862
- Серби = 5,988,150 (83.32 %)
- Угорці = 253,899 (3.53 %)
- Роми = 147,604 (2.05 %)
- Боснійці = 145,278 (2.02 %)
- Хорвати = 57,900 (0.81 %)
- Словаки = 52,750 (0.73 %)
- Албанці = 5,809 (0.08 %) (mostly boycotted the census, estimate c. 30,000 i.e. 0.7 %)
- Чорногорці= 38,527 (0.54 %)
- Влахи = 35,330 (0.49 %)
- Румуни = 29,332 (0.41 %)
- Югослави = 23,303 (0.32 %)
- Македонці = 22,755 (0.32 %)
- Мусульмани (народ) = 22,301 (0.31 %)
- Болгари = 18,543 (0.26 %)
- Бунєвці = 16,706 (0.23 %)
- Русини = 14,246 (0.2 %)
- Горанці = 7,767 (0.11 %)
- Українці = 4,903 (0.07 %)
- Німці = 4,064 (0.06 %)
- Словенці = 4,033 (0.06 %)
- 'Інші' = 17,558 (0.24 %)
- регіональна приналежність = 30,771 (0.43 %)
- невідома = 81,740 (1.14 %)
- не визначилися = 160,346 (2.23 %)

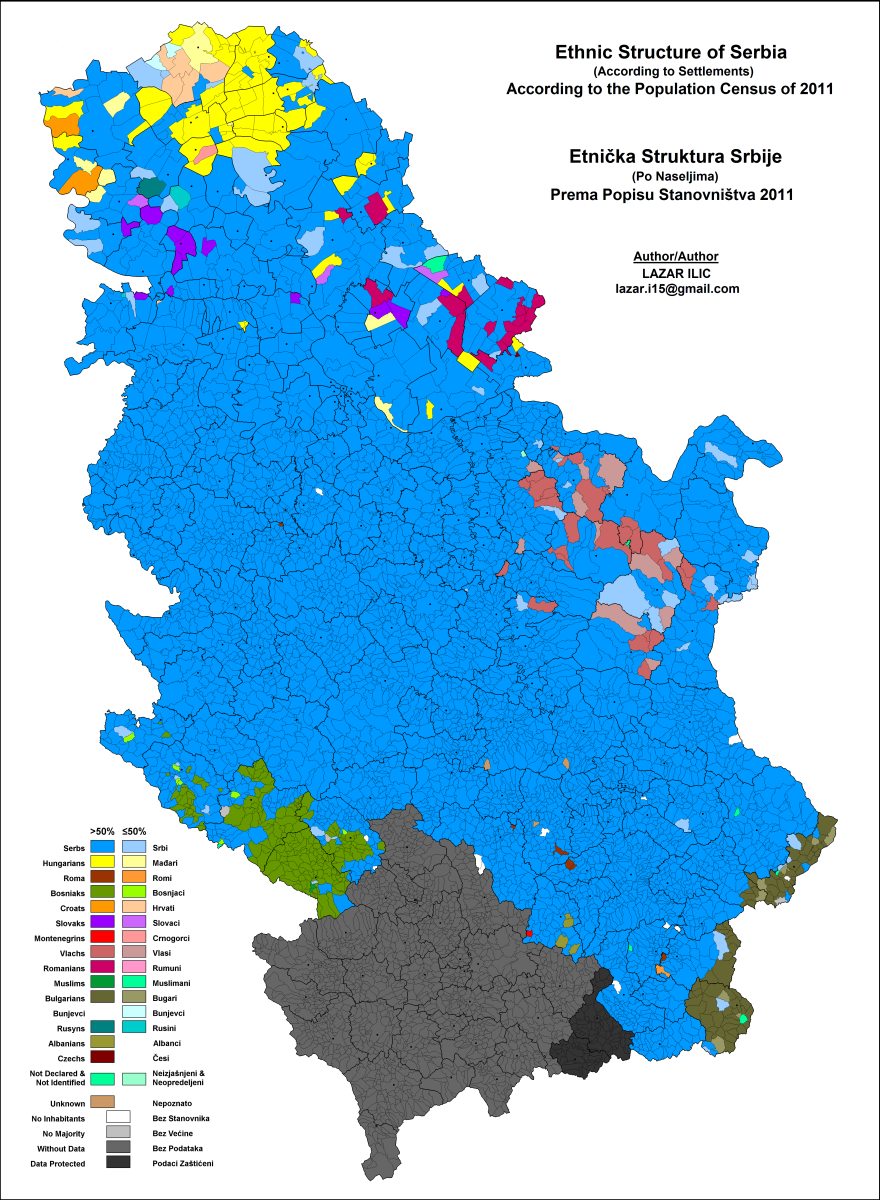
Етнічний склад поселень  Сербії в 2011.
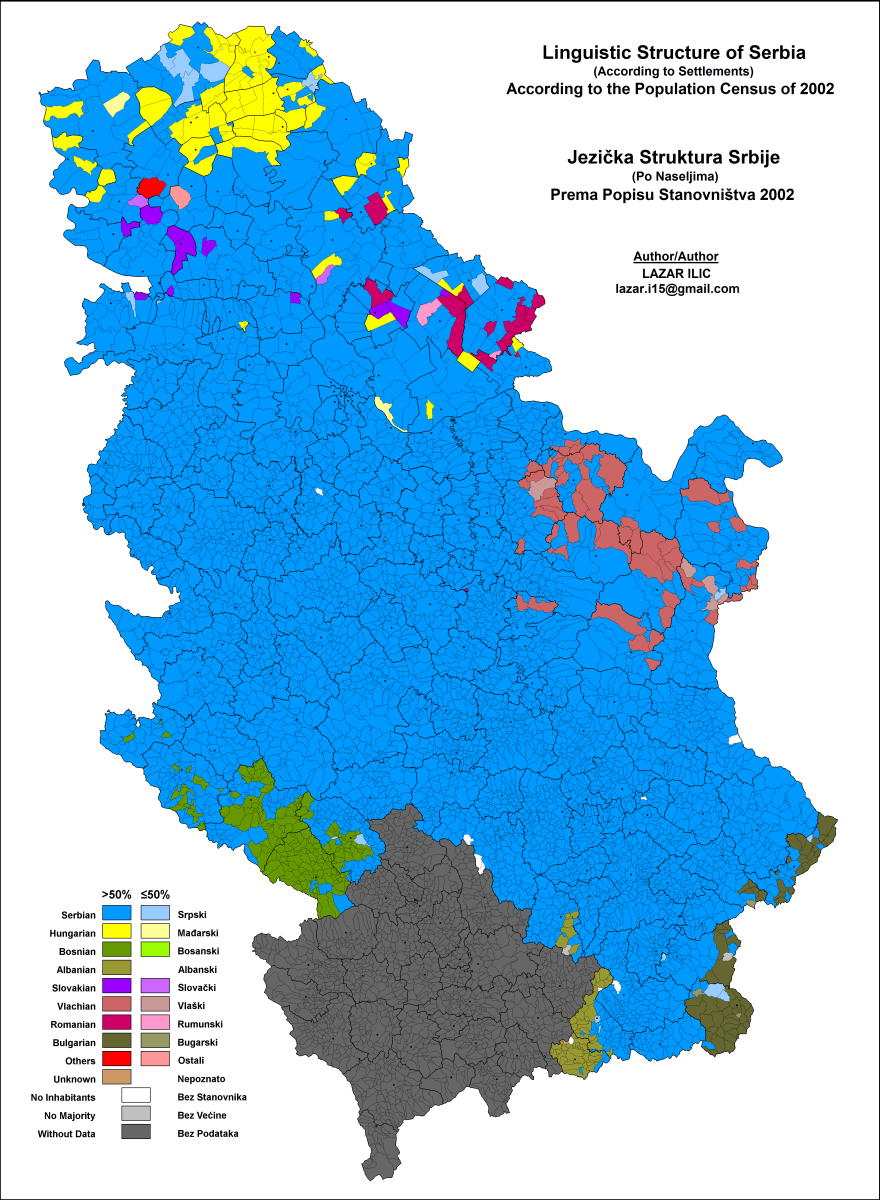
Мовний склад Сербії за муніципалітетами в 2011.
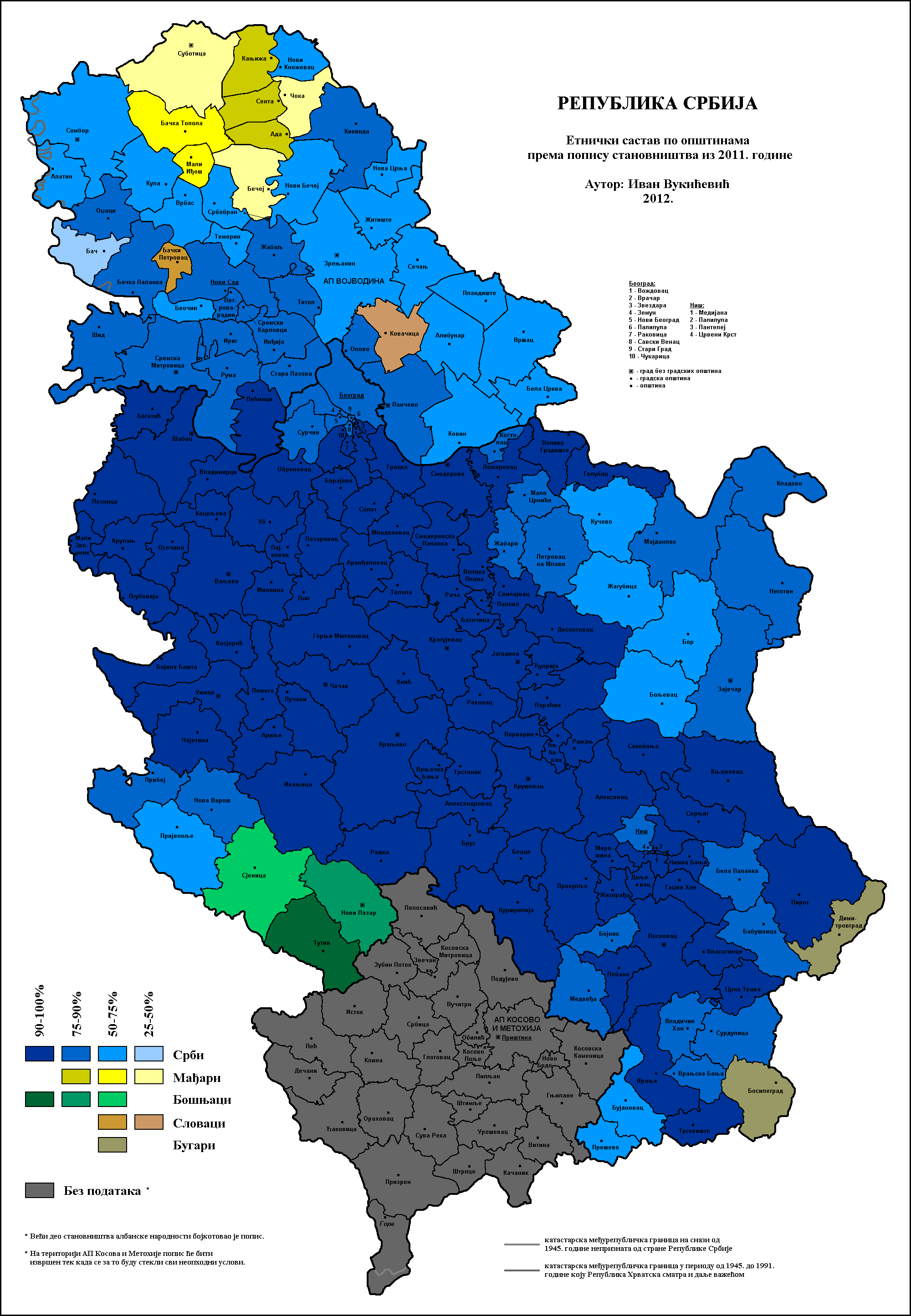
Етнічна структура Сербії за муніципалітетами в 2011.
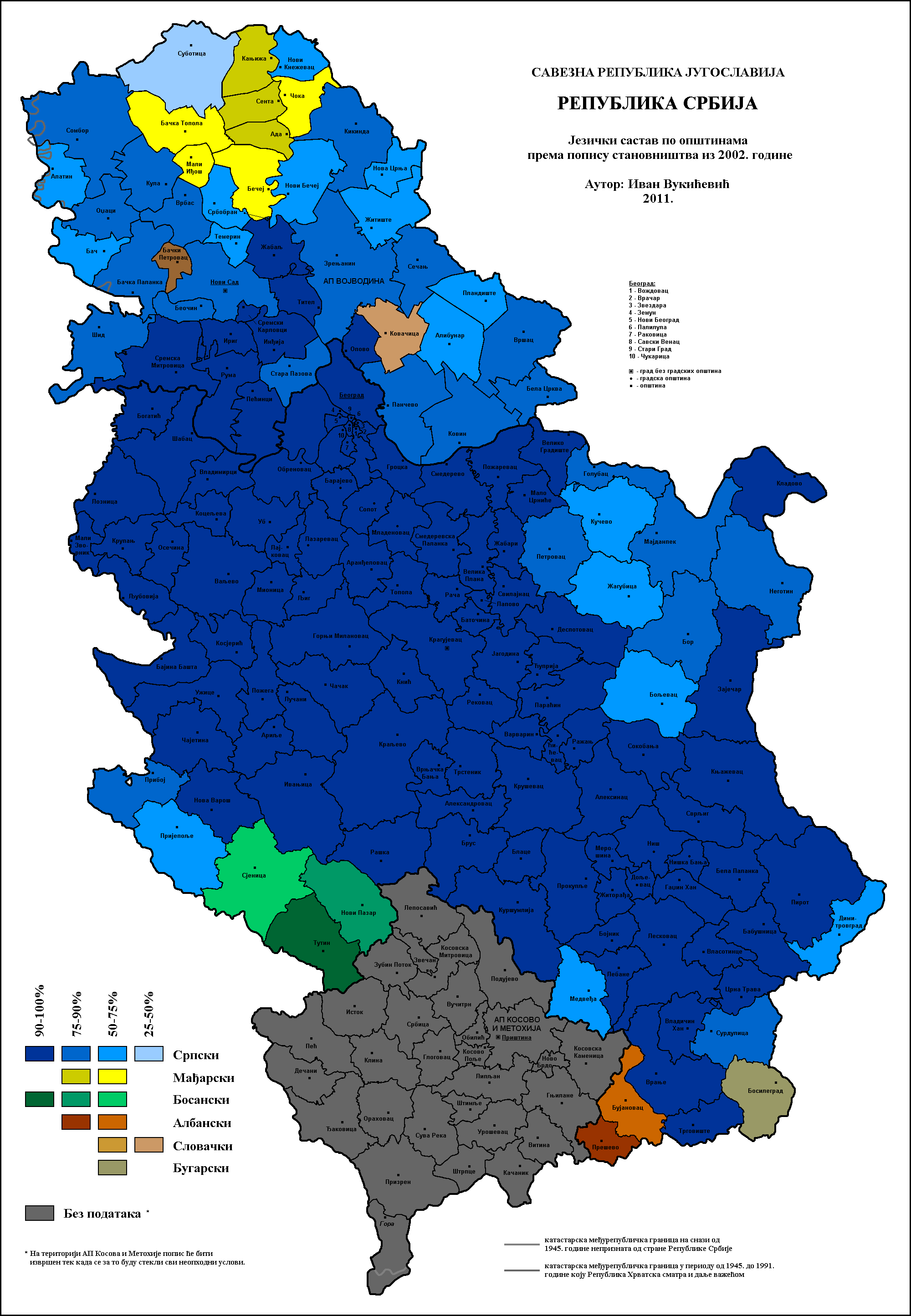
Лінгвістичний склад Сербії за муніципалітетами в 2011.
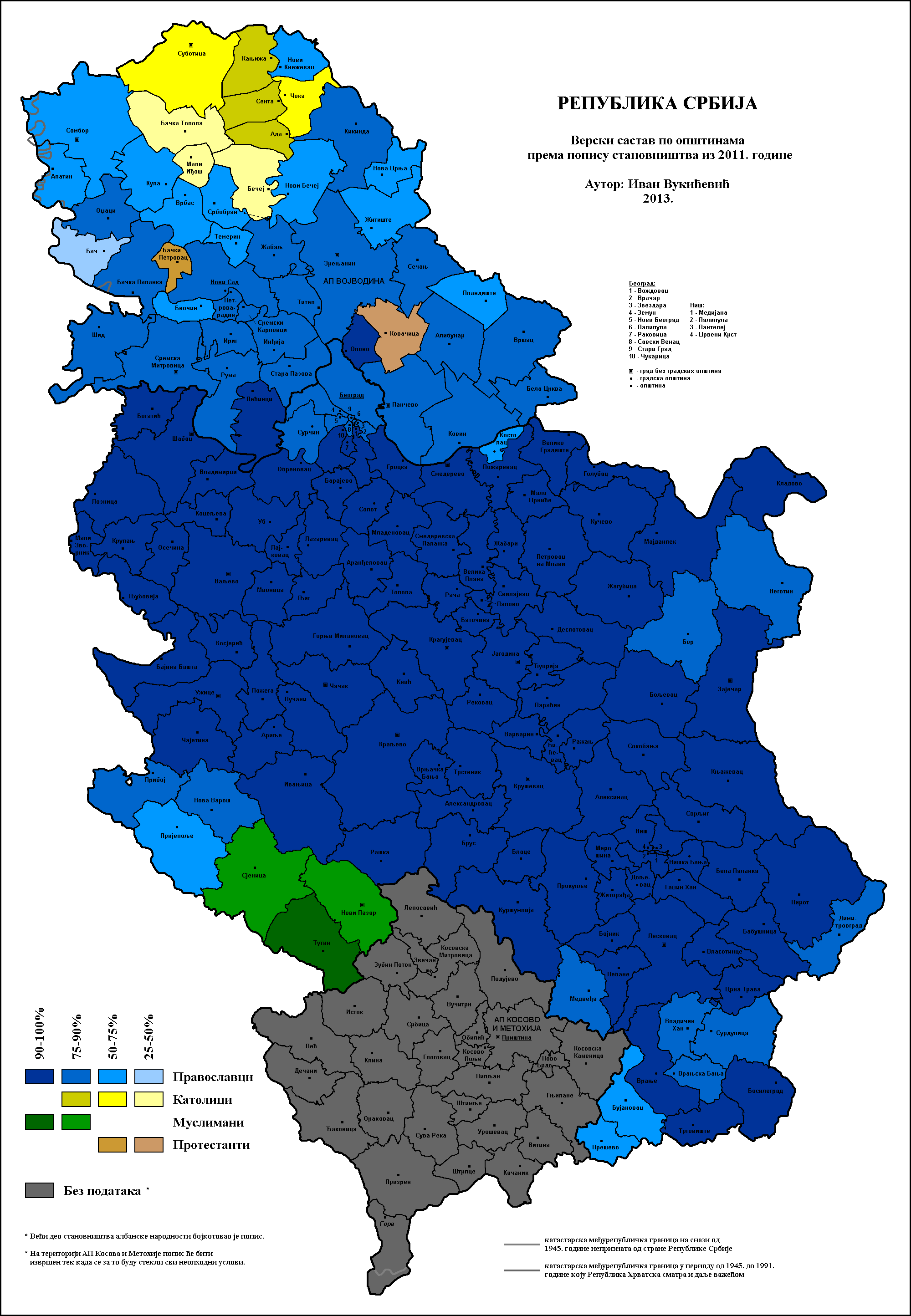
Релігійна структура поселень Сербії в 2011.
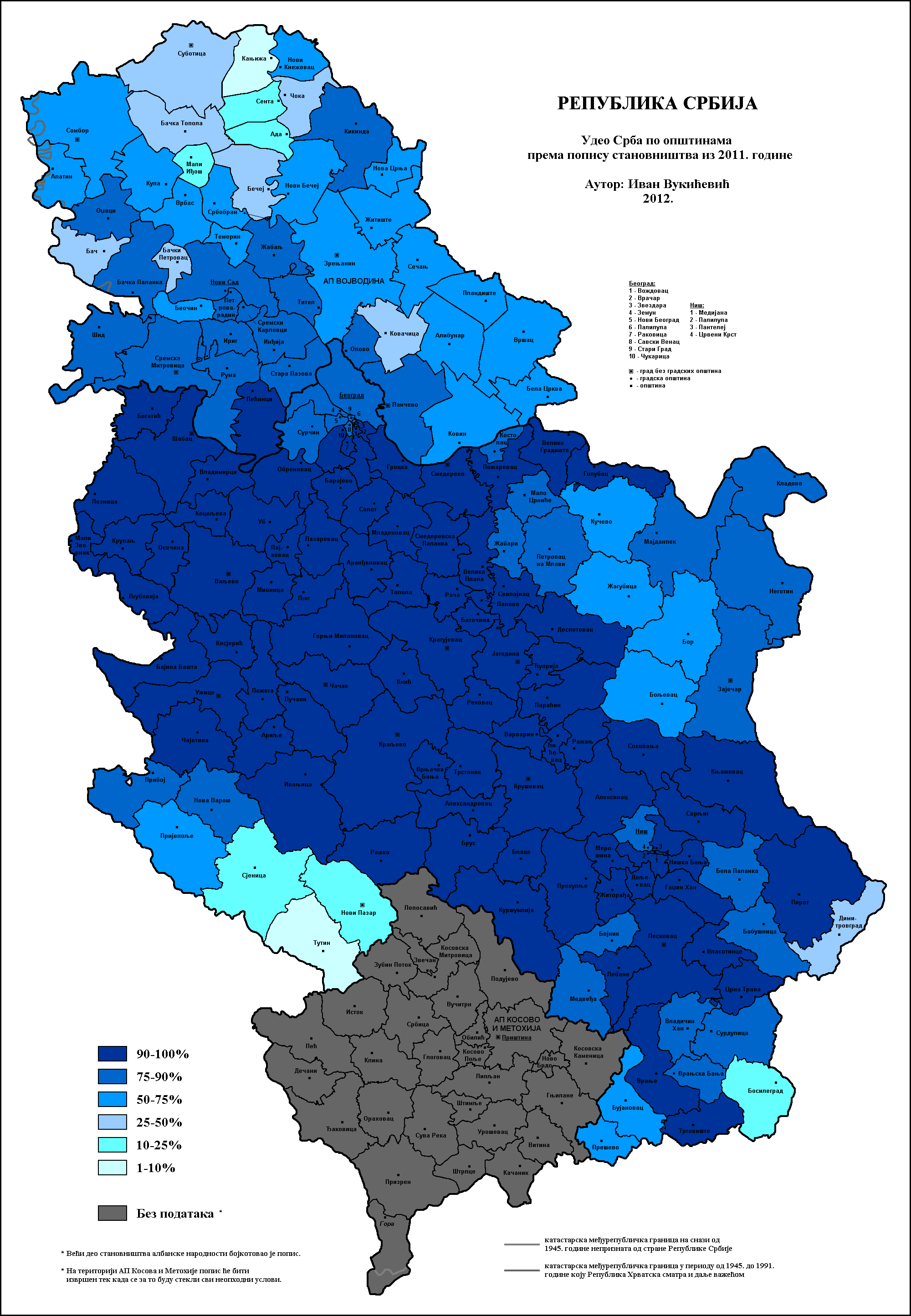
Частка сербів в Сербії за муніципалітетами в 2011.
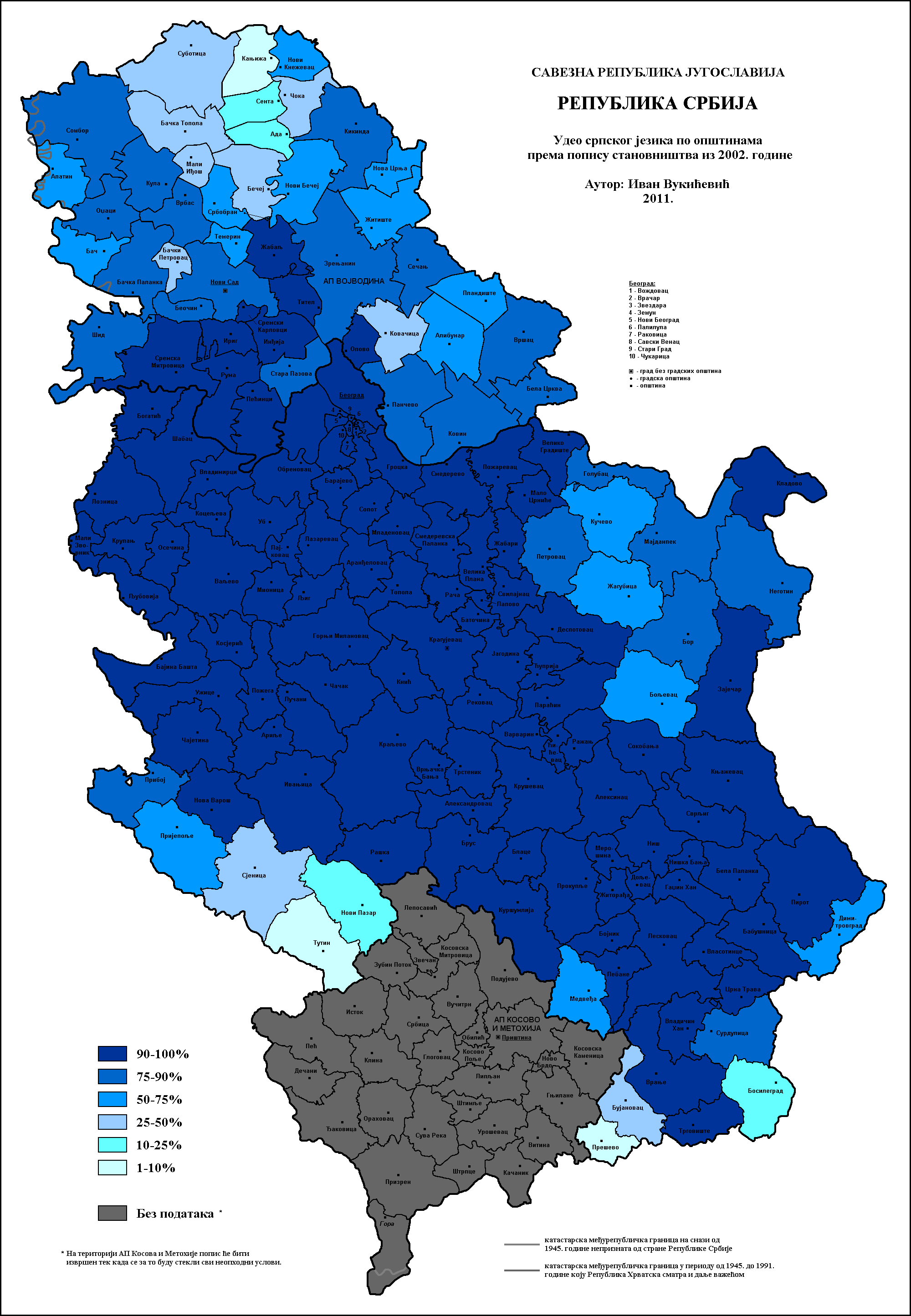
Частка розмовляючих ссербською в Сербії за муніципалітетами в 2011.
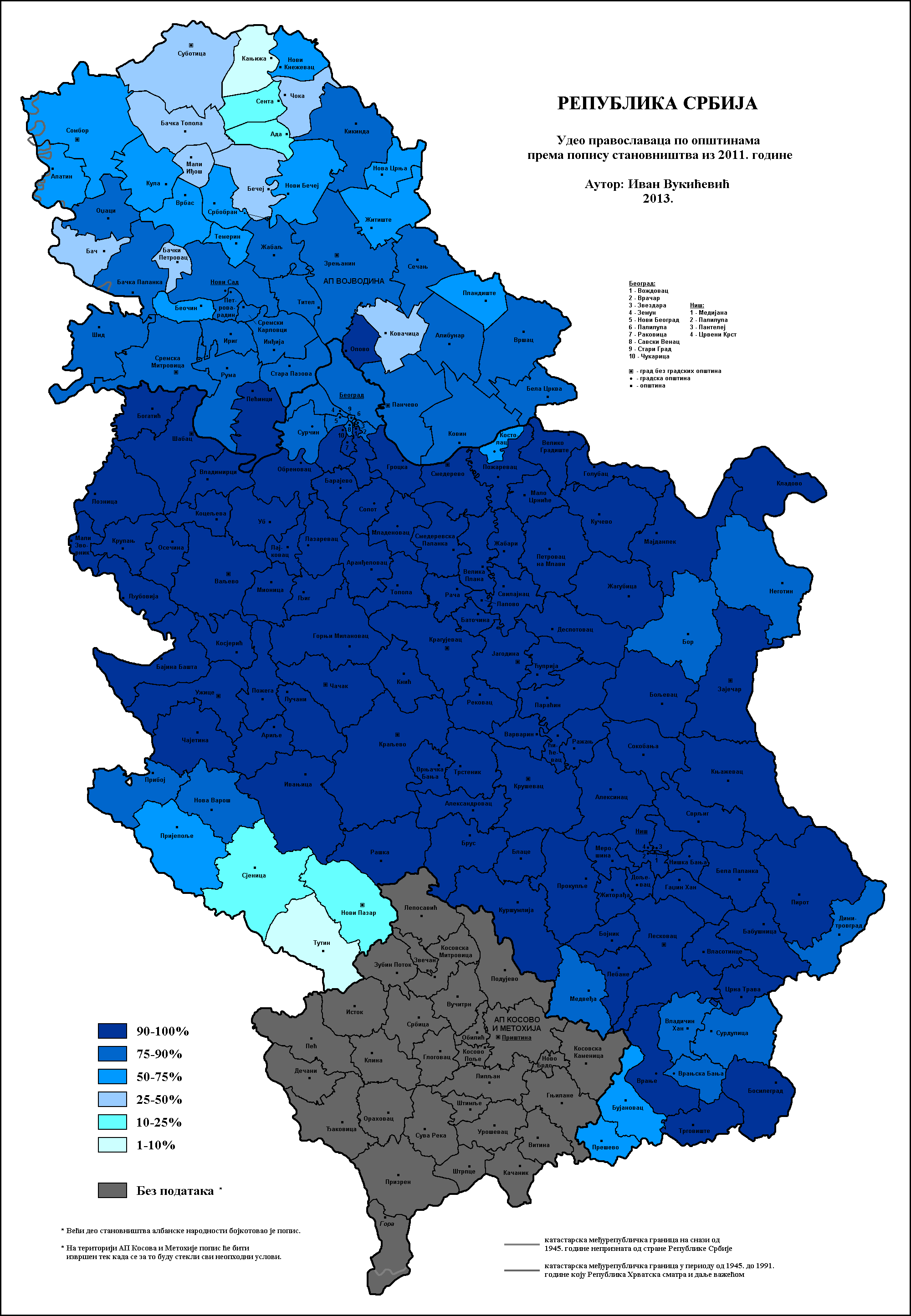
Частка православних в Сербії за муніципалітетами в 2011.